# Tautavel
Cet article concerne la commune. Pour l’hominidé portant le même nom, voir Homme de Tautavel.
 (juillet 2020).
Si vous disposez d'ouvrages ou d'articles de référence ou si vous connaissez des sites web de qualité traitant du thème abordé ici, merci de compléter l'article en donnant les références utiles à sa vérifiabilité et en les liant à la section « Notes et références ».
Tautavel  (en catalan, Talteüll) est une commune française située dans le nord-est du département des Pyrénées-Orientales, en région Occitanie. Dans le cadre de la géographie locale catalane, le village se trouve dans la comarca ou région naturelle du Roussillon. Sur le plan historique et culturel, la commune est dans le massif des Corbières, un chaos calcaire formant la transition entre le Massif central et les Pyrénées.
Exposée à un climat méditerranéen, elle est drainée par le Verdouble, la Maury, Rec del Fenouill, le ruisseau du Traou de l'Ouille et par divers autres petits cours d'eau. La commune possède un patrimoine naturel remarquable : un site Natura 2000 (les « Basses Corbières »), un espace protégé (le « Serrat de la Narède ») et sept zones naturelles d'intérêt écologique, faunistique et floristique.
Tautavel est une commune rurale qui compte 911 habitants en 2022. Ses habitants sont appelés les Tautavellois ou Tautavelloises.
La commune est internationalement connue pour les restes de « l'homme de Tautavel », vieux de 450 000 ans, découverts dans la grotte voisine, et pour le musée préhistorique qui lui est consacré.

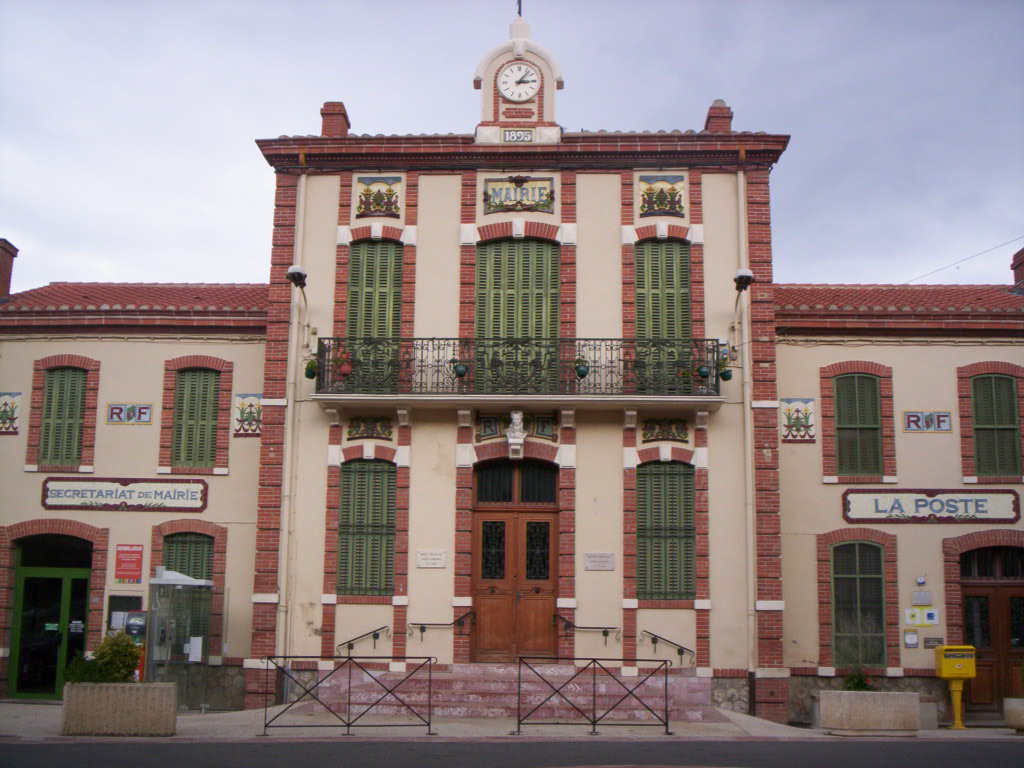
Mairie de Tautavel.

## Géographie

### Localisation
La commune de Tautavel se trouve dans le département des Pyrénées-Orientales, en région Occitanie.
Elle se situe à 18 km à vol d'oiseau de Perpignan, préfecture du département, et à 12 km de Rivesaltes, bureau centralisateur du canton de la Vallée de l'Agly dont dépend la commune depuis 2015 pour les élections départementales.
La commune fait en outre partie du bassin de vie de Perpignan.
Les communes les plus proches sont : Vingrau (4,6 km), Cases-de-Pène (5,1 km), Paziols (5,3 km), Estagel (6,1 km), Calce (6,2 km), Espira-de-l'Agly (8,4 km), Tuchan (8,5 km), Baixas (8,8 km).
Sur le plan historique et culturel, Tautavel fait partie du Fenouillèdes, une dépression allongée entre les Corbières et les massifs pyrénéens recouvrant la presque totalité du bassin de l'Agly. Ce territoire est culturellement une zone de langue occitane.

### Communes limitrophes
Les communes limitrophes sont Cucugnan, Padern, Paziols, Vingrau, Cases-de-Pène, Estagel et Maury.
| Padern (quadripoint), Cucugnan (Aude) | Paziols (Aude) | Vingrau                               |
| Maury                                 | Tautavel       | Espira-de-l'Agly (par un quadripoint) |
|                                       | Estagel        | Cases-de-Pène                         |

### Géologie et relief

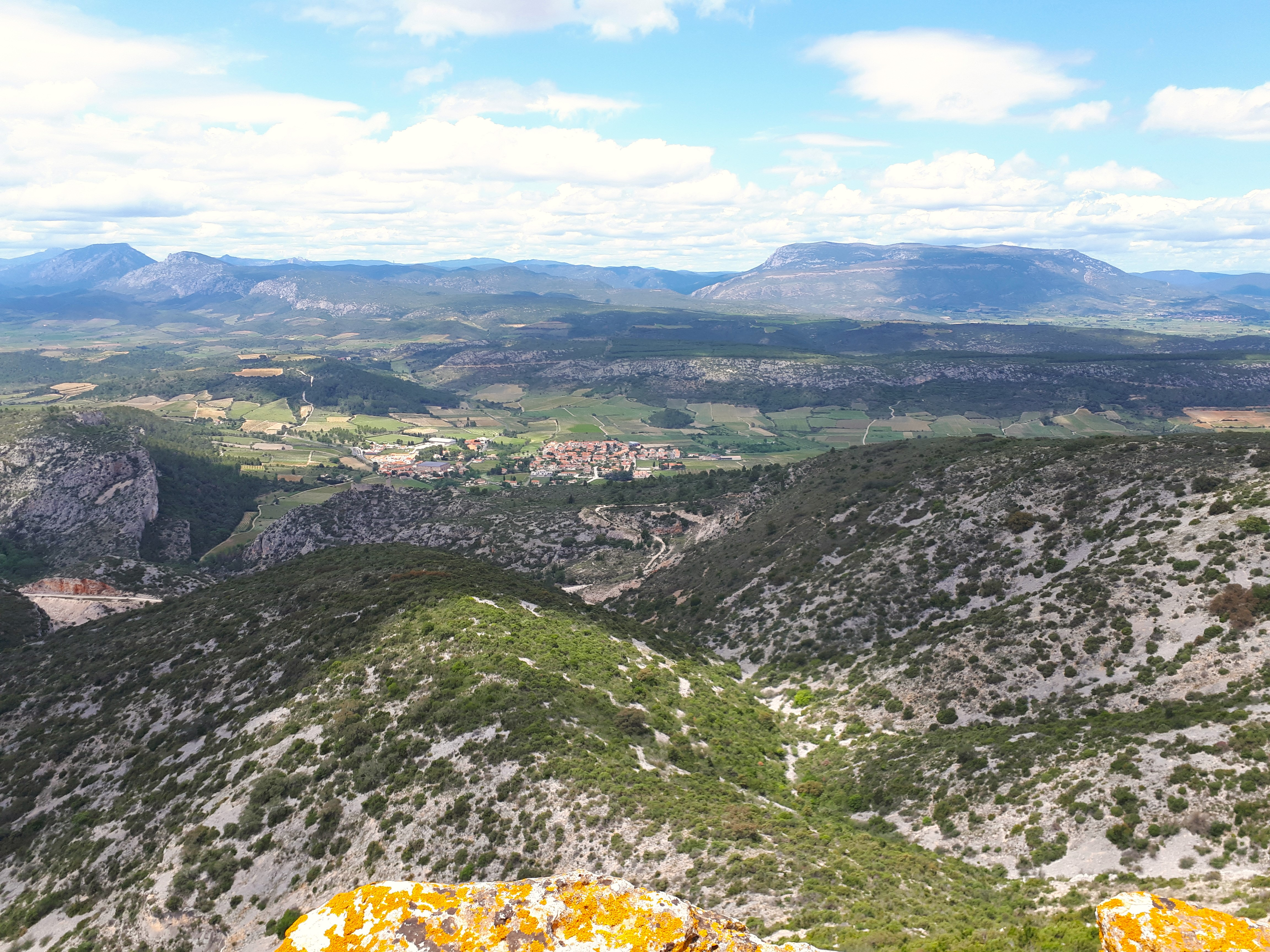
Le village de Tautavel, vue vers le nord-ouest, depuis la tour del Far. Au loin, à droite : Mont Tauch.

Cette commune comprend essentiellement la vallée du Verdouble (Verdoble), en plus du versant nord du Rivage de Maury (Ribera de Maurí), encadrée au sud-est par la Serre de Tautavel (Serra de Talteüll). La zone centrale est assez plane, mais le terme a aussi d'importantes zones montagneuses.
Certains des noms de lieux de Tautavel indiquent des reliefs, tels que les suivants :
- Les ombrages (bac / bagues, en catalan roussillonnais) : Bac de Cabrils, el Bac del Bosquet, el Bac de l'Eixau, el Bac de les Coves, el Bac del Trompetaire i el Bac de Mont-rodon.
- Les clartés (solana / solanes, en catalan) : la Solana Gran, la Solana Petita.
- Les forêts (bosc / boscos, en catalan) : el Bosc de Talteüll, el Bosc Departamental del Mas de l'Alzina.
- Les grottes (cauna / caunes, en catalan roussillonnais ) : Cauna de l'Aragó, o de l'Aragué, Cauna de les Bruixes, Cauna d'en Jofre, Cauna d'en Llorenç.
- Les trous (clot / clots, en catalan) : el Clot de la Brosta, els Clots de Dessús.
- Les coteaux (coll / colls, en catalan) : Collada Baixa, Collada Gran, Coll de la Jaça d'en Biell, Coll de l'Agueit, Coll del Boix, Coll de les Alzines, Coll de Guizalard, o dels Guizalard, Coll d'en Segalà.
- Les collines (coma / comes, en catalan) : Coma Dalí, Coma de la Viuda, Coma del Bordell, Coma del Bosquet, Coma de les Mandres, Coma del Gascó, Coma del Mal Temps, Coma del Rei, o Coma Cellera, Coma dels Colls, Coma dels Diners, Coma dels Jaçals, Coma d'en Benecí, Coma d'en Mateu.
- Les versants (costa / costes, en catalan) : la Costa, Costa de la Devesa, Costa del Bosquet, Costa de les Blanqueteres, Costa de les Carreres.
- Les gorges (gorja / gorges, en catalan) : els Goleirós.
- Les montagnes (muntanya / muntanyes, en catalan) : Montoriol, Mont-rodon, Pic Burgat, o Puig Burgat, Pic de la Corona, o Puèg de la Corona, Puig Alt, el Puig d'en Pallat.
- Les plaines (plana / planes, en catalan) : Pla de les Ponces, o la Ponça, la Plana, la Plana Baixa, la Plana de l'Arieja, el Planal de la Cauna d'Aragó, el Planal de la Gironella, el Planal de la Jaça dels Porcs, el Planal de l'Eriola, el Planal de les Comes, el Planal de les Teixoneres, el Planal de Mont-rodon, els Planals de Pic Burgat, el Planer de la Nereda, o, simplement, la Nereda, les Planes.
- Les grandes rocques (roc o roca / rocs o roques, en catalan) : la Roca de Sant Martí, o, simplement, Sant Martí, Rocamor, la Roca Roja, Roc de Jau, Roc de la Cest, Roc del Mont de Sant Bernat, els Rocs Negres.
- Les serres (serra o serrat / serres o serrats, en catalan) : Serra de Birà, Serra de la Gironella, Serra de l'Argentinar, Serra dels Clots de Dessús, Serra de Montoriol, Serra d'en Cantallops, Serra de Talteüll, Serra Llarga, Serrat de la Devesa, Serrat de la Pubilla, Serrat del Gascó, o de la Coma del Gascó, Serrat del Mas, Serrat del Rec del Fonoll, Serrat dels Camps dels Barrots, Serrat dels Conills, Serrat d'en Cuix, Serrat de Trencabotells, Serrat Nalt.

La commune est classée en zone de sismicité 3, correspondant à une sismicité modérée.

### Hydrographie

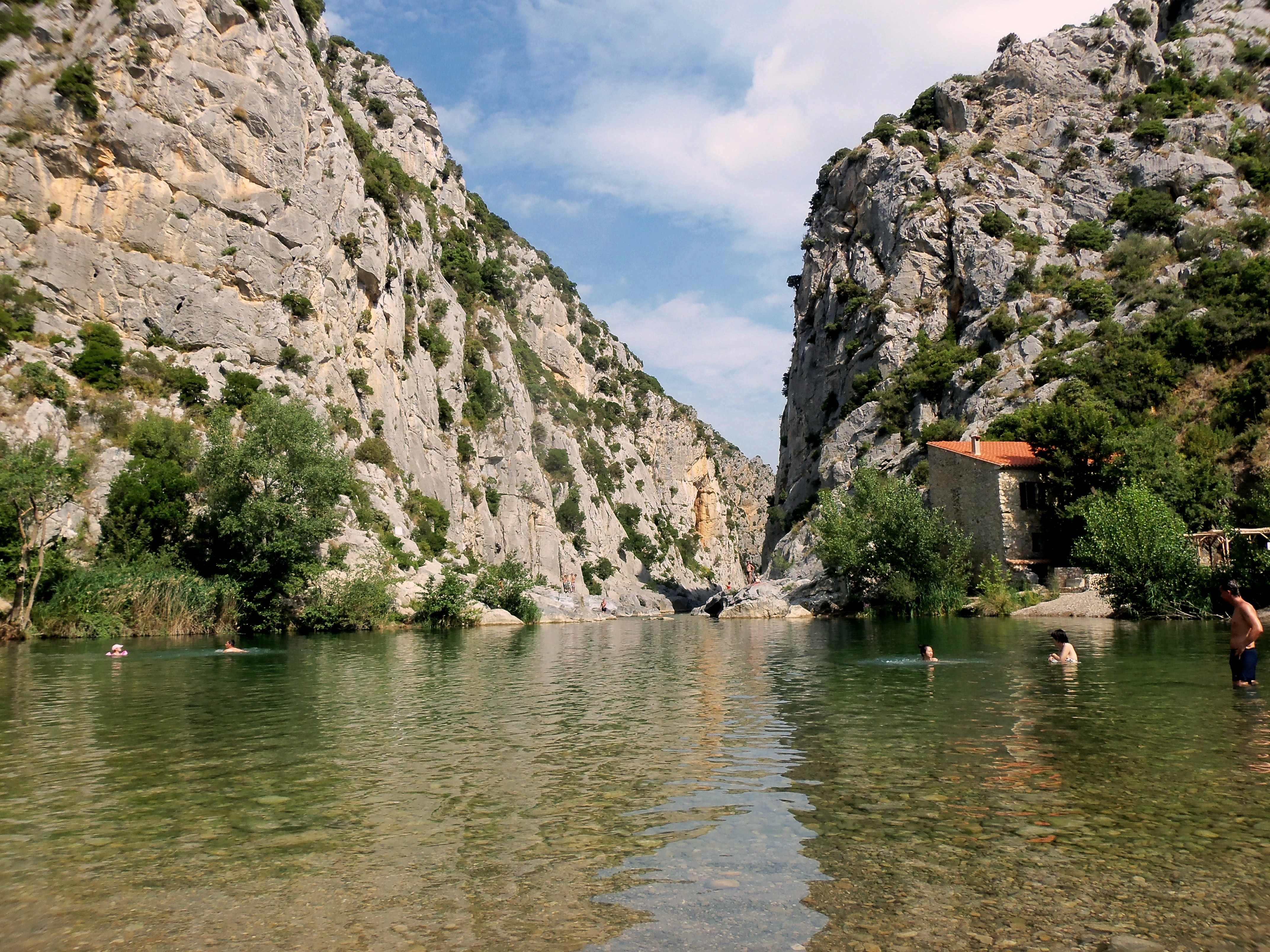
Moulin des Gouleyrous.

Dans la municipalité de Tautavel, il y a deux cours d'eau autour desquels sont organisés les bassins hydrographiques de la municipalité : le Verdouble (en catalan : Verdoble), un affluent de l'Agly (en catalan : Aglí, en occitan : Aglin).
On trouve dans la municipalité de Tautavel aussi :
- Des sources (font / fonts, en catalan) : Aigues Fredes, Font del Cortal de les Fredes et la Font d'en Rabadà.
- Des rivages (riba / ribes, en catalan) : la Riba del Bac, la Riba del Molí, la Riba del Priorat, les Ribes dels Marinols, les Ribes de Montoriol, les Ribes de Praximà.

### Climat
Pour des articles plus généraux, voir Climat de l'Occitanie et Climat des Pyrénées-Orientales.
En 2010, le climat de la commune est de type climat méditerranéen franc, selon une étude du CNRS s'appuyant sur une série de données couvrant la période 1971-2000. En 2020, Météo-France publie une typologie des climats de la France métropolitaine dans laquelle la commune est exposée à un climat méditerranéen et est dans la région climatique Provence, Languedoc-Roussillon, caractérisée par une pluviométrie faible en été, un très bon ensoleillement (2 600 h/an), un été chaud (21,5 °C), un air très sec en été, sec en toutes saisons, des vents forts (fréquence de 40 à 50 % de vents > 5 m/s) et peu de brouillards.
Pour la période 1971-2000, la température annuelle moyenne est de 15,1 °C, avec une amplitude thermique annuelle de 15,3 °C. Le cumul annuel moyen de précipitations est de 615 mm, avec 5,9 jours de précipitations en janvier et 2,9 jours en juillet. Pour la période 1991-2020, la température moyenne annuelle observée sur la station météorologique la plus proche, située sur la commune de Perpignan à 18 km à vol d'oiseau, est de 16,0 °C et le cumul annuel moyen de précipitations est de 578,3 mm,. Pour l'avenir, les paramètres climatiques de la commune estimés pour 2050 selon différents scénarios d’émission de gaz à effet de serre sont consultables sur un site dédié publié par Météo-France en novembre 2022.

### Milieux naturels et biodiversité

#### Espaces protégés
La protection réglementaire est le mode d’intervention le plus fort pour préserver des espaces naturels remarquables et leur biodiversité associée,.
Un espace protégé est présent sur la commune : le « Serrat de la Narède », objet d'un arrêté de protection de biotope, d'une superficie de 240,2 ha.

#### Réseau Natura 2000

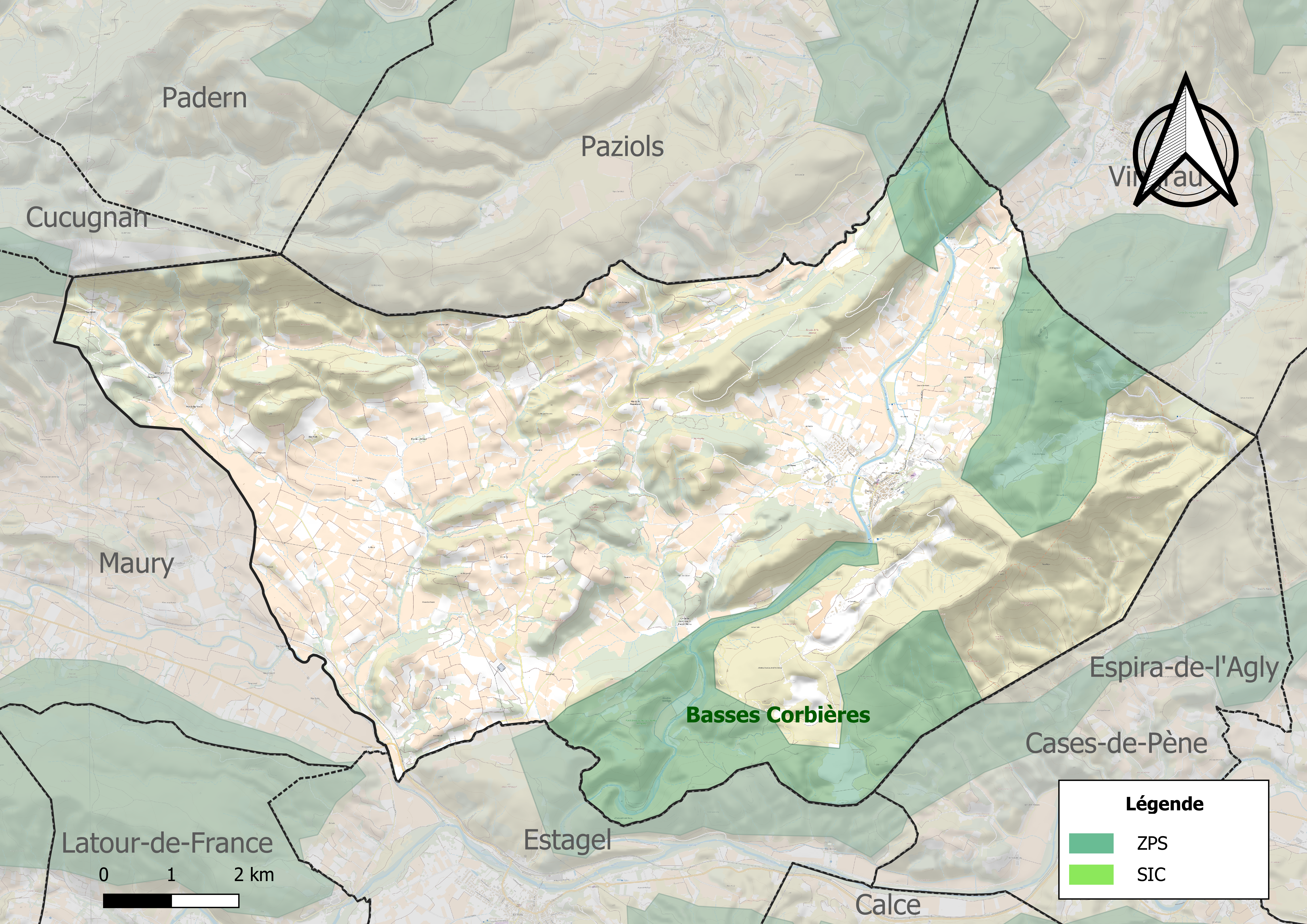
Sites Natura 2000 sur le territoire communal.

Le réseau Natura 2000 est un réseau écologique européen de sites naturels d'intérêt écologique élaboré à partir des directives habitats et oiseaux, constitué de zones spéciales de conservation (ZSC) et de zones de protection spéciale (ZPS).
Un site Natura 2000 a été défini sur la commune au titre de la directive oiseaux : 0, d'une superficie de 29 495 ha, sont un site important pour la conservation des rapaces : l'Aigle de Bonelli, l’'Aigle royal, le 'Grand-duc d’Europe, le 'Circaète Jean-le-Blanc, le 'Faucon pèlerin, le 'Busard cendré, l’'Aigle botté.

#### Zones naturelles d'intérêt écologique, faunistique et floristique
L'inventaire des zones naturelles d'intérêt écologique, faunistique et floristique (ZNIEFF) a pour objectif de réaliser une couverture des zones les plus intéressantes sur le plan écologique, essentiellement dans la perspective d’améliorer la connaissance du patrimoine naturel national et de fournir aux différents décideurs un outil d’aide à la prise en compte de l’environnement dans l'aménagement du territoire.
Quatre ZNIEFF de type 1 sont recensées sur la commune :
- les « falaises de Tautavel et de Vingrau » (1 180 ha), couvrant 2 communes du département[20] ;
- la « plaine d'Estagel et de Maury » (1 225 ha), couvrant 2 communes du département[21] ;
- la « serre de Quéribus » (226 ha), couvrant 3 communes dont une dans l'Aude et deux dans les Pyrénées-Orientales[22] ;
- la « serre de Tautavel » (1 388 ha), couvrant 2 communes du département[23] ;

et trois ZNIEFF de type 2, :
- les « Corbières centrales » (68 810 ha), couvrant 56 communes dont 54 dans l'Aude et deux dans les Pyrénées-Orientales[24] ;
- les « Corbières orientales » (30 263 ha), couvrant 19 communes dont 12 dans l'Aude et sept dans les Pyrénées-Orientales[25] ;
- le « massif du Fenouillèdes septentrional » (14 046 ha), couvrant 14 communes dont neuf dans l'Aude et cinq dans les Pyrénées-Orientales[26].

Carte des ZNIEFF de type 1 et 2 à Tautavel.
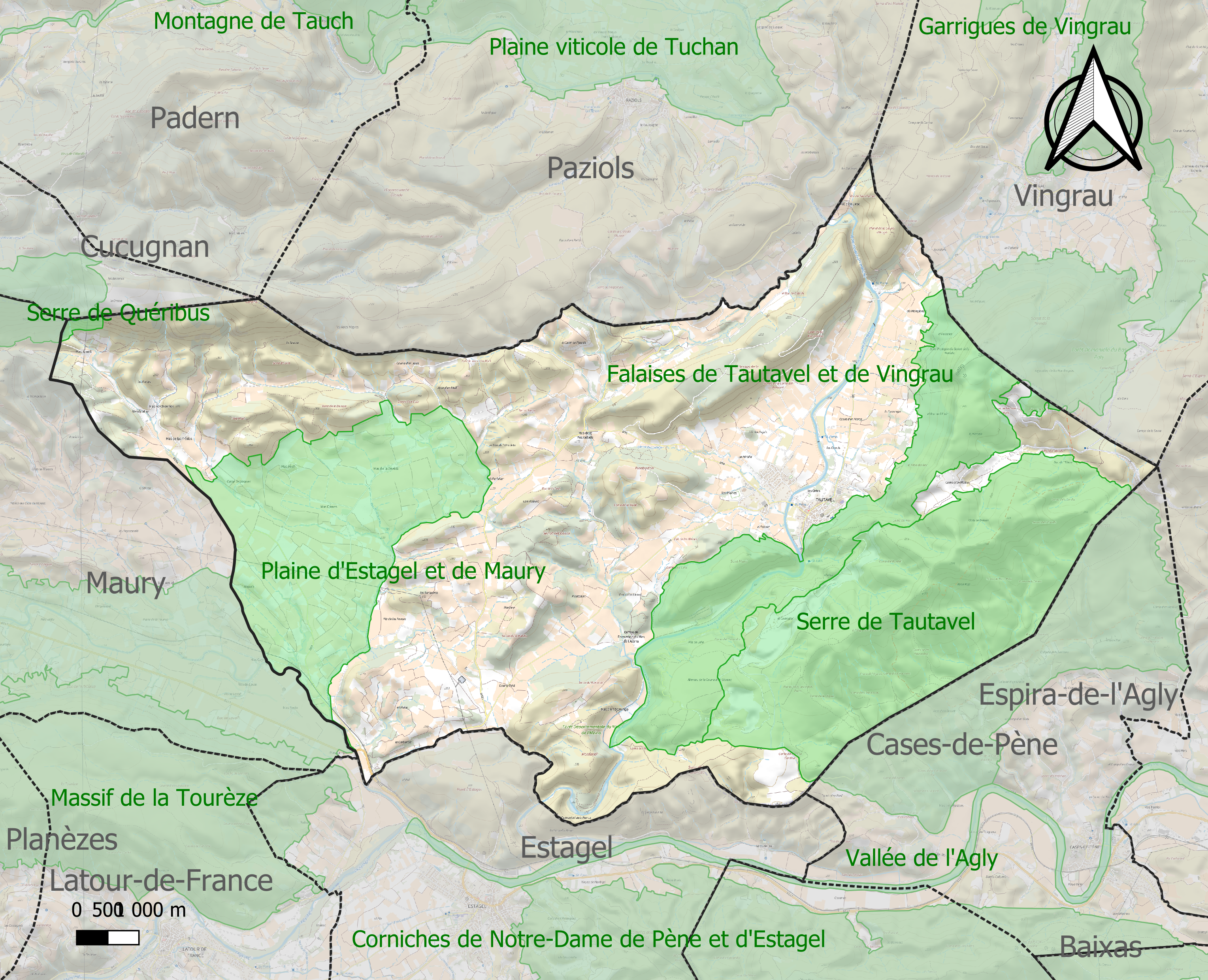
Carte des ZNIEFF de type 1 sur la commune.
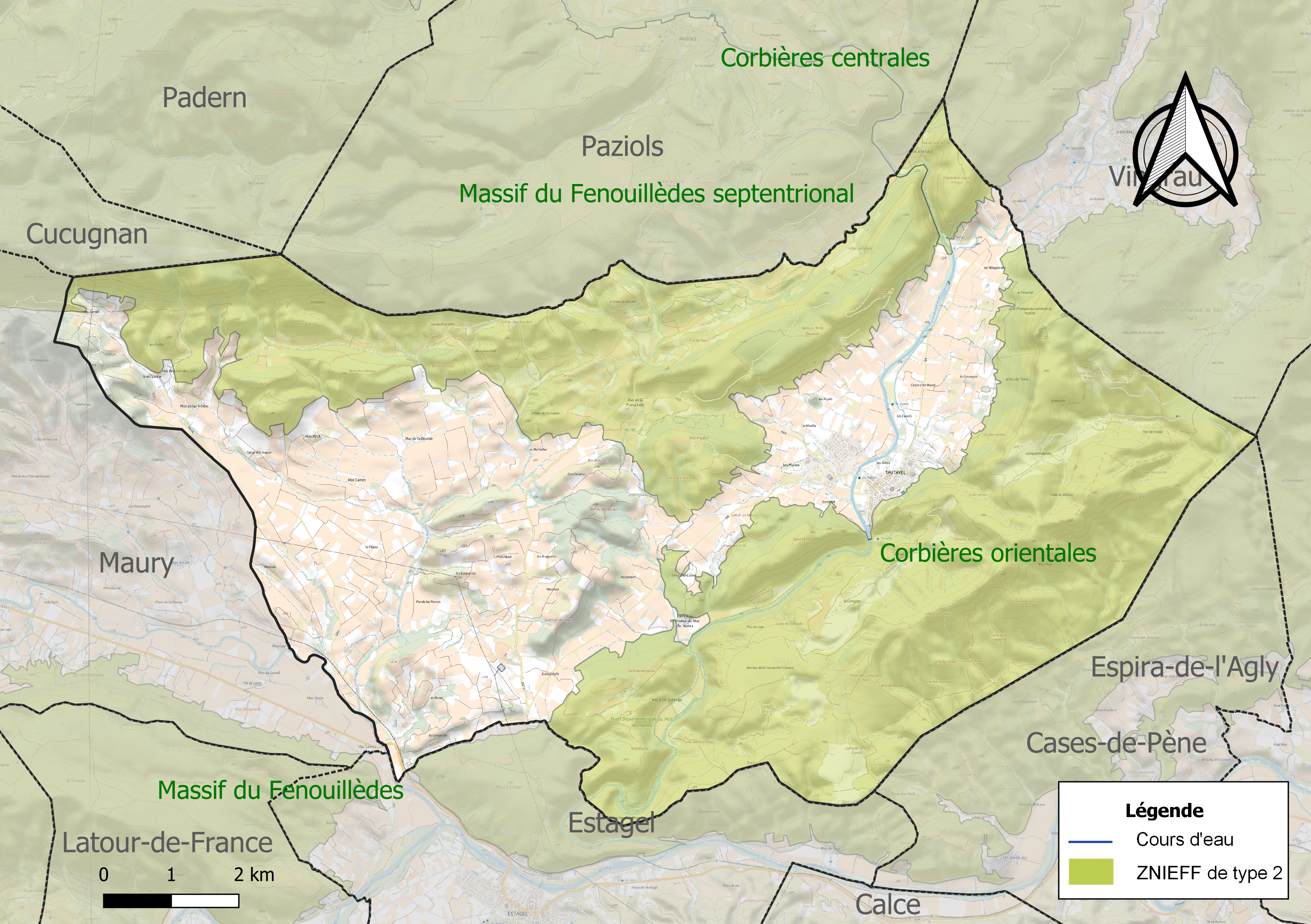
Carte des ZNIEFF de type 2 sur la commune.

## Urbanisme

### Typologie
Au 1er janvier 2024, Tautavel est catégorisée bourg rural, selon la nouvelle grille communale de densité à sept niveaux définie par l'Insee en 2022.
Elle est située hors unité urbaine et hors attraction des villes,.

### Occupation des sols

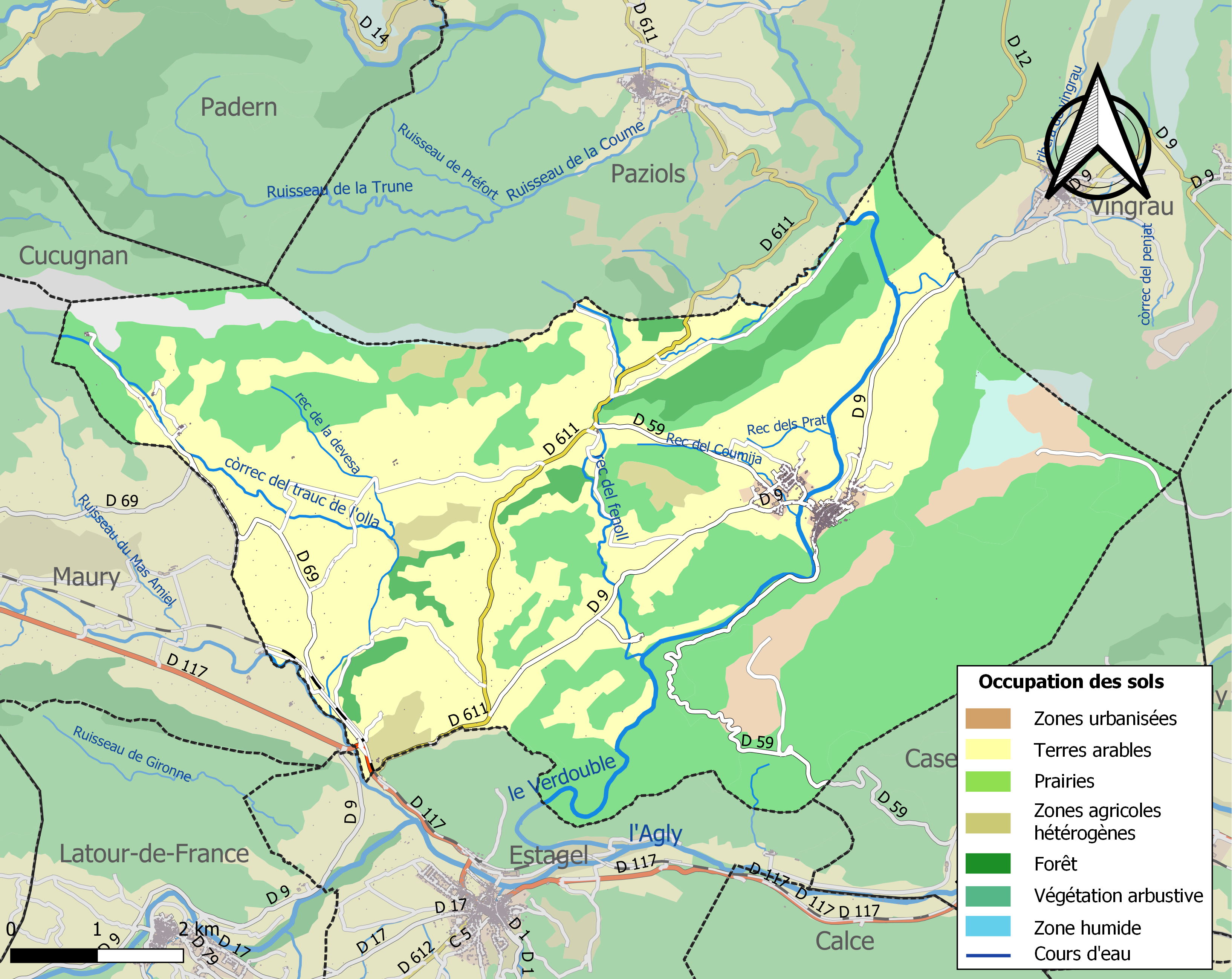
Carte des infrastructures et de l'occupation des sols de la commune en 2018 (CLC).

L'occupation des sols de la commune, telle qu'elle ressort de la base de données européenne d’occupation biophysique des sols Corine Land Cover (CLC), est marquée par l'importance des forêts et milieux semi-naturels (51,8 % en 2018), en augmentation par rapport à 1990 (50,7 %). La répartition détaillée en 2018 est la suivante : milieux à végétation arbustive et/ou herbacée (45,1 %), cultures permanentes (40,8 %), mines, décharges et chantiers (4,3 %), forêts (3,8 %), espaces ouverts, sans ou avec peu de végétation (2,9 %), zones agricoles hétérogènes (2,3 %), zones urbanisées (0,9 %). L'évolution de l’occupation des sols de la commune et de ses infrastructures peut être observée sur les différentes représentations cartographiques du territoire : la carte de Cassini (XVIIIe siècle), la carte d'état-major (1820-1866) et les cartes ou photos aériennes de l'IGN pour la période actuelle (1950 à aujourd'hui).

### Le village
Tautavel est situé sur la gauche du Verdouble, dans un endroit où la rivière tourne vers l'ouest qui laisse un bon espace sur la plaine, où le village a été formé. Cela a formé l'ancien noyau autour de l'église paroissiale de Sant Genís de Talteüll et son cimetière, bien que ce ne soit pas une cellera pour la modernité de la formation de la même ville, au XIIIe siècle (la vieille ville était sur la montagne, près du château, où il en reste quelques vestiges).
La ville s'est allongée au long des routes qui partent vers Vingrau, au nord-est, à Cases-de-Pène (Cases de Pena) au sud-ouest, et vers Estagel (Estagell) et Paziols (Pasiòls), au nord-ouest. Dans cette première périphérie, on trouve les quartiers de la Carrerada et le Veïnat d'Amunt, avec deux caves coopératives, le cimetière et le centre des vacances. À les Planes et la Miralla, aux deux côtés de cette sortie vers le nord-ouest, se sont récemment formés de nouveaux lotissements. Dans l'une de ces étendues modernes, à proximité de la route Vingrau, se trouve le Musée de Tautavel - Centre européen de préhistoire.

### Le terme communal
Les divisions cadastrales ou lieux spécifiques du terme de Tautavel sont : l'Alentó, o l'Alentau, l'Alentó de la Cauna d'en Llorenç, els Barrencs, la Bassa Groga, el Boixetar, el Bonissó, la Bormora, el Brouar, la Brosta, les Brugueres (deux, en endroits divers du terme), les Brugueres Altes, la Cabreta, les Cabretes, el Camí de les Moreres, el Camí de Pasiòls, el Camp de l'Ase, el Camp de l'Esperona, el Camp del Fossalet, el Camp de l'Hort, el Camp del Plet, el Camp del Teuler, el Camp de Maniobres Militars, el Camp d'en Cuix, el Camp d'en Vaquier, el Camp Gran, el Camp Llarg, els Camps de la Font, les Canals, Can Palairic, Canta Perdius, la Cassanya, la Cella, el Cementiri, el Cementiri dels Moros, el Clau, les Clobagueres, les Colomines, el Cotiu d'en Llobet, la Cressa, Dejús el Devinar (nom ancien), la Devesa (deux, en endroits divers du terme), el Devinar, Dessús de la Devesa, l'Estany Polit, el Fornàs, les Fredes, o les Aigues Fredes, la Gironella, la Gironella Baixa, el Gorner, les Hortes, la Jaça d'en Biell, les Jacetes, els Manglaners, el Marfullar, Marinols, el Mas, el Mas de la Devesa, el Mas de l'Alzina, abans de l'Ullastre, el Mas de les Fredes, el Mas de la Ursuleta, el Mas d'en Cirac, el Mas d'en Domingo, el Mas d'en Parès, el Mas d'Espatllat, la Miralla, el Molar, la Molera, la Mollera d'en Pomiès, l'Oliveda Gran, les Olivedes, el Pas de Jaià, el Pas de la Vaca, les Pedreres de la Coma d'en Mateu, les Pedreres de l'Alentó, les Pedreres de la Serra de Talteüll, les Pedreres de les Nou Boques, Picatalent, els Plançons, la Platja d'en Julià, el Prat Batut, els Prats, Praximà, el Priorat, els Pujols, el Rec del Fonoll, Riessols, el Rodonar, les Salines, les Santes Puelles, Sant Martí, la Teulera, el Trauc del Colom, el Trauc de l'Olla, els Travessos, les Vinyes i les Vinyes del Rec del Fonoll.
Certains toponymes indiquent des signalisations du terme communal : el Cim de la Gironella Petita, el Cim del Roc dels Diners, o Roc dels Diners, o Creu del Roc dels Diners, la Pedra Dreta, el Piló de la Gironella, el Piló del Coll dels Guizalard, el Piló de les Nou Boques, Puig Pilà, Roc de Jau, el Trauc del Colom i la Vinya del Bessó (nom ancien). Aussi il y avait le Dolmen del Camp de l'Arquet, disparu, qui faisait de signalisation de fin de commune.

### Lesmasosetmasiesde Tautavel
Un mas est une ferme de certaines régions de l'Occitanie et de la Catalogne. Le mas est lié à la vie économique rurale, le centre de la propreté est le bâtiment dit masia.
Ceux de la commune de Tautavel sont les suivants : l'Alberg del Mas de l'Alzina, o Mas de l'Alzina, abans Mas de l'Ullastre, trois cabanes sans nom, la Casa Cantonyera, el Casot d'en Morat, deux cours (cort o cortal en catalan) sans nom, el Cortal del Vernadàs, el Mas Cama, el Mas de la Devesa, el Mas -avant Corta- de Foradada-, el Mas de la Ursuleta, el Mas de les Fredes, el Mas d'en Cirac, el Mas d'en Domingo, el Mas d'en Gualart, el Mas d'en Janell, el Mas de la Pallassa, avant de l'Esperó, el Mas d'en Parès, el Mas d'en Peixoner, el Mas Peix, la Mesoneta i el Molí (le moulin). Noms anciens, déjà en désuétude sont ces de del Casot d'en Jambert, el Cortal de les Fredes, el Cortal d'en Benecís, el Cortal d'en Simeó, el Cortal d'en Víctor, o Mas d'en Carrabina, el Mas de la Balí, un altre Mas d'en Cirac, el Mas d'en Magre, un autre Mas d'en Parès, el Mas d'en Simó, el Mas d'en Víctor, el Mas Nou i la Teulera, o Teulera d'en Pietxó. El Cortal del Pas de Jalà, dit aussi simplement Pas de Jalà, en ruines i el Mas d'en Saman i el Mas d'Espatllat sont disparus (le dernier est aussi un nom ancien).

### Voies de communication et transports

#### Voies routières
La commune de Tautavel est traversée par cinq routes départementales :
- La D 9 qui traverse le terme Tautavel entrant au nord, venant de Vingrau et en direction du sud-ouest, est déversé sur la route D 117 près de la limite avec la fin d'Estagel.
- La D 59 qui réunit les villages de Cases-de-Pène et Tautavel, d'où il a une continuité vers le nord-ouest pour aller chercher la route qui prend à Estagel, au sud-est, et à Paziols, au nord-est.
- La D 69 qui traverse la partie plus à l'ouest du district communal et n'a aucun lien direct avec le village de Tautavel.
- La D 611 qui traverse le secteur ouest du terme, sans affecter le noyau urbain, avec lequel il se connecte à travers le D 59.

Chemins
La plupart des chemins (camí / camins en catalan) de la commune de Tautavel relient les sites du territoire communal : el Camí de Can Pelairic, abans del Forn de Can Pelairic, el de Coma Dalí, el de Foradada, el d'Alentó, el de la Plana Baixa, el de la Riba del Bac, el de la Solana, el de la Torre, el del Bac de Cabrils, el del Bouar, el del Camp de l'Ase, el del Cotiu d'en Llobet, el de les Fredes, el de les Hortes, el del Mas d'en Cairol, el del Mas d'en Domingo, el del Mas d'en Janell, el del Mas d'en Parès, el del Mas d'en Simó, el del Molar, el del Pla de les Ponces, el del Serrat dels Barrots, el del Serrat Nalt, el dels Prats, el dels Pujols, el de Marinols, el de Rocamor, o del Bac, el Camí Vell del Mas de les Fredes, el Camí Vell del Mas d'en Cairol, la Carrerada de la Costa, la Carrerada del Mas de les Fredes i la Ruta del Mas de les Fredes, avant Camí de la Plana.
Ceux qui sortent vers d'autres communes sont : Camí de Cases de Pena, Camí de Cases de Pena del Mas de l'Alzina, el Camí de la Dona Morta, o de Cases de Pena, el Camí d'Estagell a la Devesa, el Camí de Maurí a Pasiòls, el Camí de Padern, el Camí de Pasiòls, el Camí de Talteüll a Vingrau, el Camí de Cases de Pena a Vingrau, la Carrerada, ou Camí de Riessòls, la Ruta de Cases de Pena, la Ruta de Pasiòls, abans Camí de la Foradada, la Ruta d'Estagell i la Ruta de Vingrau.

#### Transport en commun
Tautavel est inclus dans la ligne 9 de la compagnie de transport Sankéo, de Perpignan (Perpinyà) à Vingrau, qui relie ces deux villes par Le Vernet, Rivesaltes (Ribesaltes), Espira-de-l'Agly (l'Espirà de l'Aglí), Cases-de-Pène (Cases de Pena), Estagel (Estagell), Tautavel (Talteüll) et Vingrau. Neuf services quotidiens vers Perpignan et dix en direction de Vingrau, du lundi au samedi. Les dimanches et jours fériés, il y a deux services dans chaque direction.

### Risques majeurs
Le territoire de la commune de Tautavel est vulnérable à différents aléas naturels : inondations, climatiques (grand froid ou canicule), feux de forêts, mouvements de terrains et séisme (sismicité modérée). Il est également exposé à un risque technologique, le transport de matières dangereuses,.

#### Risques naturels
Certaines parties du territoire communal sont susceptibles d’être affectées par le risque d’inondation par crue torrentielle de cours d'eau du bassin de l'Agly.
Les mouvements de terrains susceptibles de se produire sur la commune sont soit des mouvements liés au retrait-gonflement des argiles, soit des glissements de terrains, soit des chutes de blocs, soit des effondrements liés à des cavités souterraines. Une cartographie nationale de l'aléa retrait-gonflement des argiles permet de connaître les sols argileux ou marneux susceptibles vis-à-vis de ce phénomène. L'inventaire national des cavités souterraines permet par ailleurs de localiser celles situées sur la commune.
Ces risques naturels sont pris en compte dans l'aménagement du territoire de la commune par le biais d'un plan de prévention des risques inondations et mouvements de terrains.

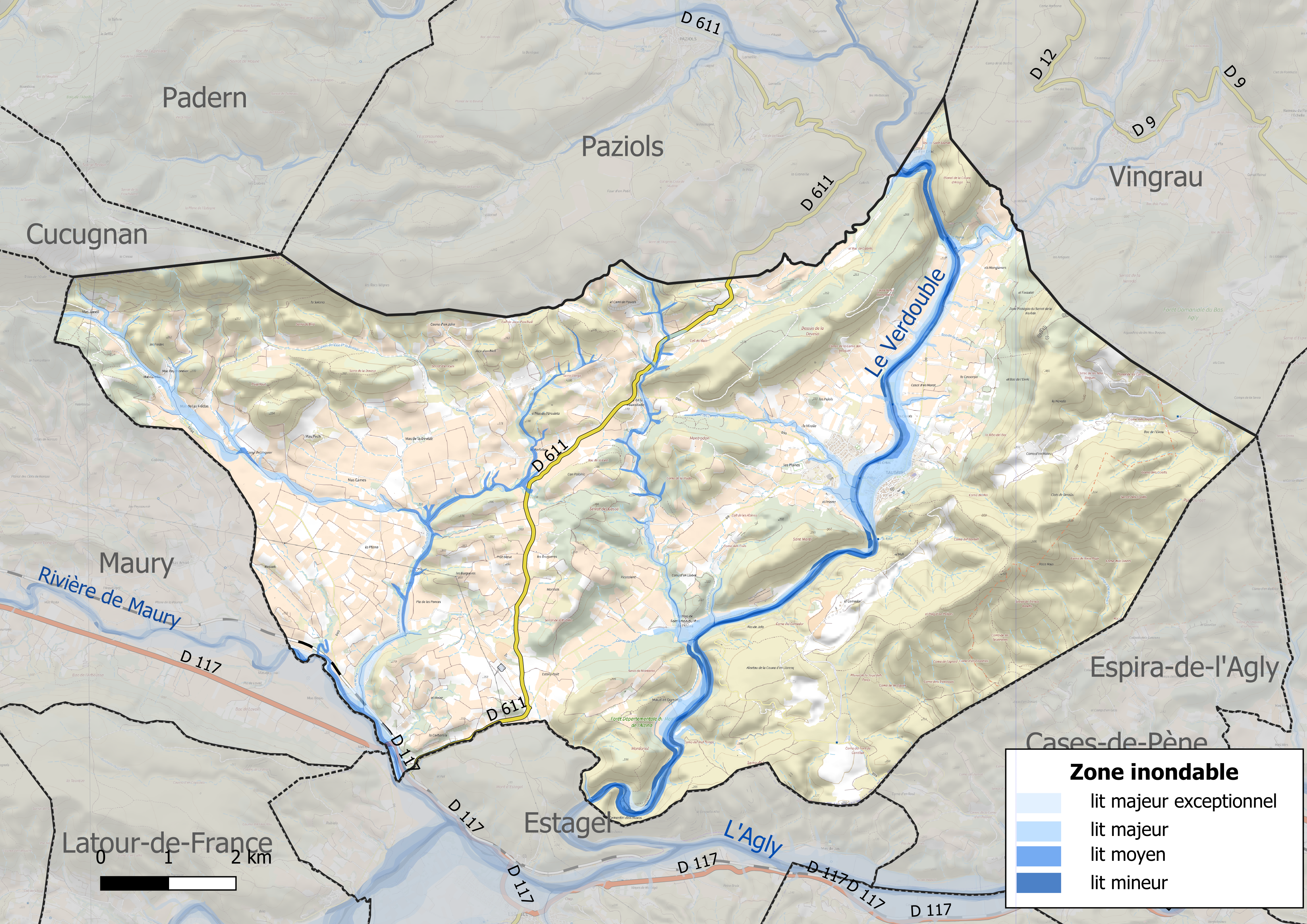
Carte des zones inondables.
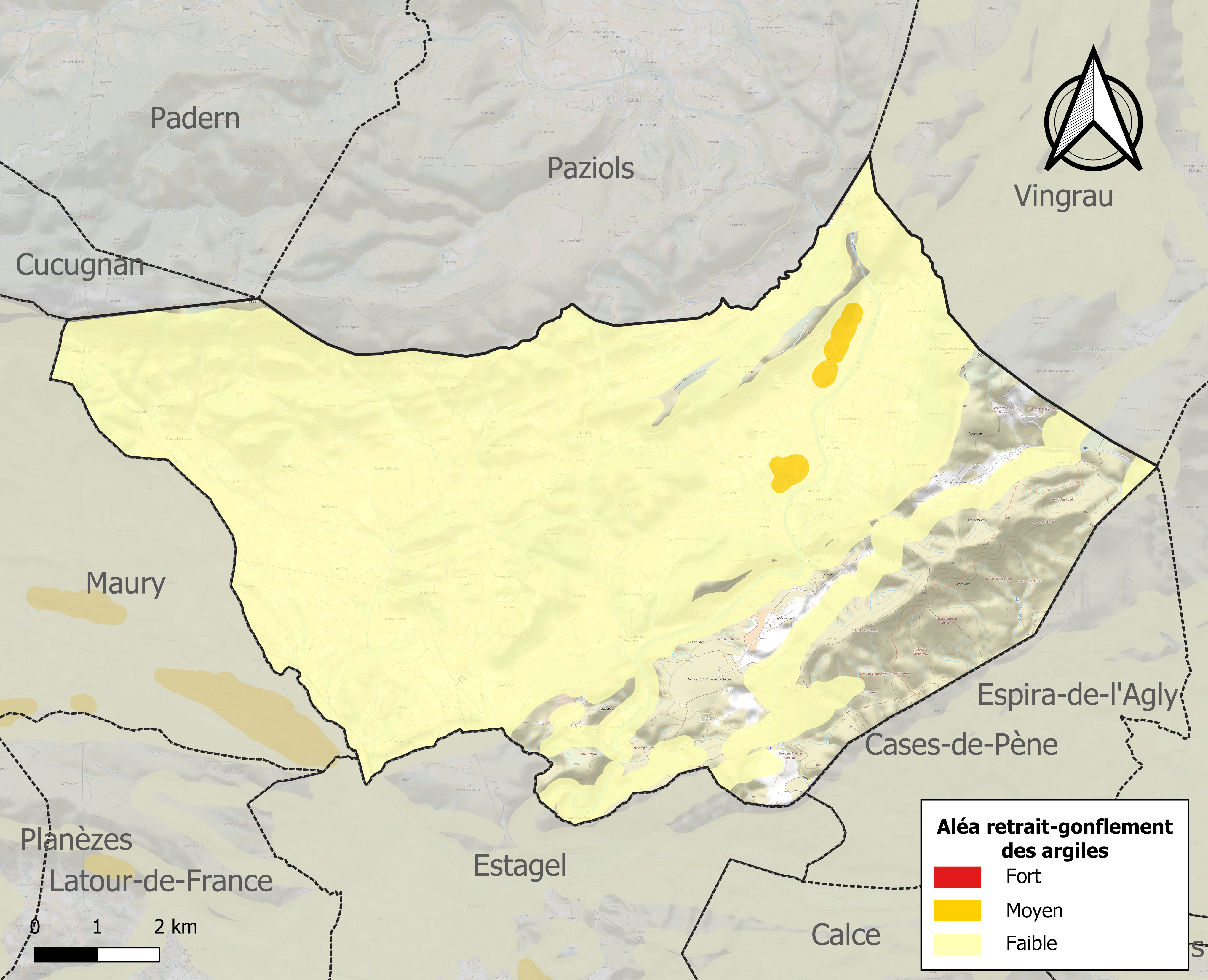
Carte des zones d'aléa retrait-gonflement des argiles.

#### Risques technologiques
Le risque de transport de matières dangereuses sur la commune est lié à sa traversée par une route à fort trafic. Un accident se produisant sur une telle infrastructure est en effet susceptible d’avoir des effets graves au bâti ou aux personnes jusqu’à 350 m, selon la nature du matériau transporté. Des dispositions d’urbanisme peuvent être préconisées en conséquence.

## Toponymie
Les premières mentions du nom sont Taltevul en 1011, Taltevolo en 1020, puis Taltehull.
En catalan, le nom de la commune est Talteüll ou Taltehull, [təltə'uʎ] en graphie traditionnelle pre-normative. Ces appellations sont dérivées de la racine pré-latine Tal ou Tala qui signifie cassure ou falaise, renforcée du suffixe latin Tav qui signifie creux ou fossé, et évolue en catalan vers les formes Tevull ou Teull ; ces formes sont très courantes dans un grand nombre de toponyme de toute la Catalogne. En effet le château de Taltehull est sis au sommet d'un escarpement acéré.
Joan Coromines explique l'origine du toponyme Talteüll à partir de la phrase, dite par le seigneur des lieux, se référant à son château Tal te vull ! "Ainsi je te veux !" je veux que le château soit et reste à moi, ne devienne pas la propriété d'un autre seigneur).

## Histoire

### Préhistoire

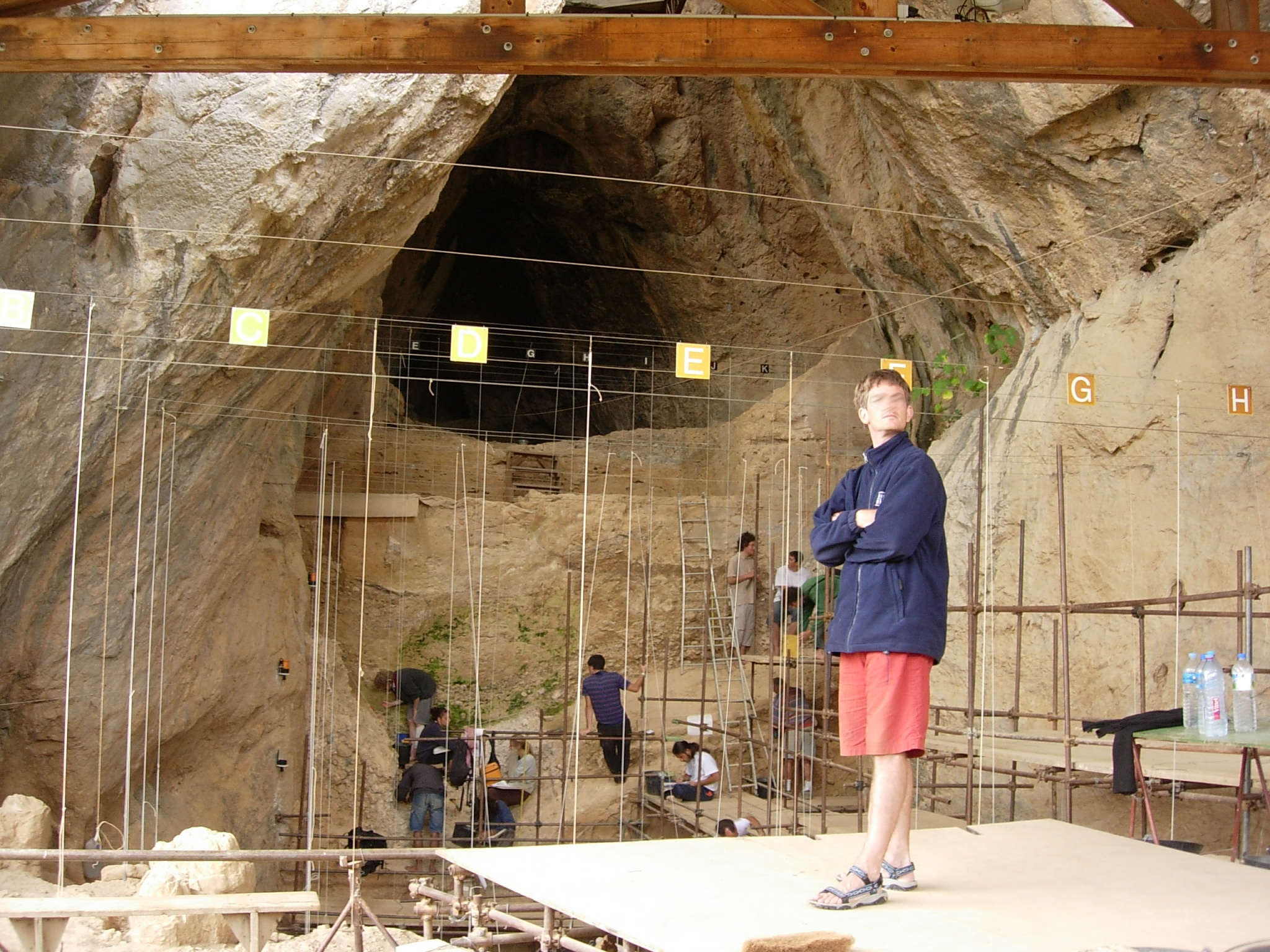
La Caune de l'Arago

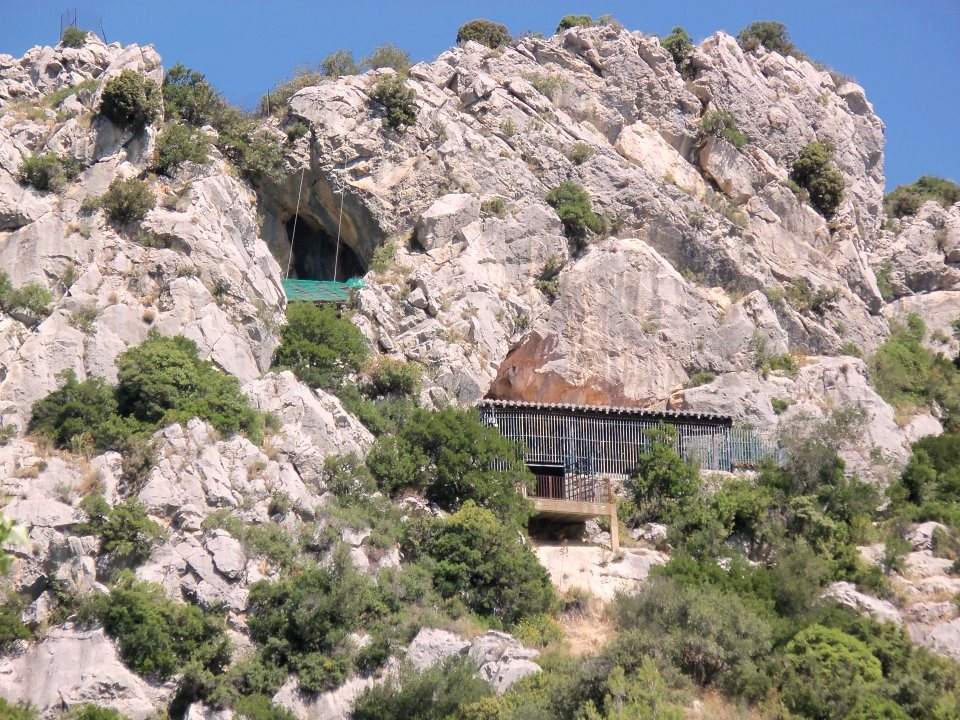
La Caune de l'Arago.

Située à proximité du village actuel de Tautavel, la Caune de l'Arago est un site connu internationalement pour les fouilles archéologiques dont il fait l'objet depuis 1963. Cette grotte perchée qui domine la vallée abrite un important gisement préhistorique.
Après sept années de fouilles méthodiques, en juillet 1971, l’équipe du professeur Henry de Lumley y a découvert des fragments de crâne humain (une face et un frontal) datant d'environ 450 000 ans. Âgé de vingt ans, l’homme de Tautavel mesurait 1,60 m. Cet Homo heidelbergensis avait toutes les caractéristiques des premiers Européens : un front fuyant, un bourrelet au-dessus des orbites, des pommettes saillantes et une mâchoire avancée.
Depuis, les fouilles annuelles ont révélé plus de 150 autres fossiles humains.
Les vestiges archéologiques mis au jour dans la cavité ont permis de reconstituer la vie et l’environnement des groupes d’Homo heidelbergensis et laissent présager que ce lieu fut fréquenté par des chasseurs nomades de 690 000 à 60 000 ans avant notre ère.

### Moyen-Âge
Le comte Bernat Tallaferro de Besalú remit en 1011 à son fils Guillem le "Castellum de Taltevull" et les villes de Calentad et Vingrau, ainsi que les terres de Razès qu'il avait reçues en donation de Pere de Carcassona, évêque de Gérone. À la mort du comte, son testament confirma les donations de Taltevolo, avec Alentad et Evingrad, et déclara qu'ils étaient à la frontière du Roussillon avec le Narbonais, jusqu'au Puig d'Aguilar. Il semble que ces terres se trouvaient en partie sur le territoire de l'évêché de Narbonne, ce qui indique qu'elles appartenaient initialement au Peyrepertusès. Les comtes de Besalú, ainsi que leurs successeurs ont conservé ces lieux, qui apparaissent un peu plus tard liés à l'évêché d'Elna, en tant qu'éléments importants de la sécurité de la frontière à l'ouest d'Òpol et de Salses.
Au début du XIIIe siècle, Talteüll est la propriété des puissants comtes de Vernet, qui possèdent aussi les régions de la Salanque (en catalan : Salanca) et du Ribéral. Ponç IV de Vernet fut convaincu de sympathie pour les albigeois ou cathares à cause de sa participation à la bataille de Muret, aux côtés du roi Pere 1er de Catalogne-Aragon. En 1261, son fils, Ponç V de Vernet, menacé par l'Inquisition, échangea ses châteaux de Millas, Taltavüll et Toreilles pour la « villa » de Cadaqués du comte d'Empúries. En 1269, le Comté d'Empúries céda cette terre à celui qui allait devenir Jaume II de Majorque, et auquel Guillem de Talteüll rendit plus tard hommage. Sa lignée règnera sur la seigneurie jusqu'à la fin du XIIIe siècle, entre les années 1291 et 1295.
Après cette période, au gré des ventes, des donations et des alliances, le château connait une destinée instable. En 1352, il passe au vicomte Francesc de Perellós, jusqu'en 1376. Cette année-là, le roi Pere el Cerimoniós (Pierre IV d'Aragon) donna le domaine au vicomte d'Illa, Andreu de Fenollet. En 1382, le domaine de Talteüll est attribué à Berenguer de Perapertusa (Béranger de Peyrepertuse), seigneur de Ortafà, et après de 1387 il est partagé entre lui, Andreu de Fenollet et Bernat Vilacorba.
Vers 1418, le bourg et le château de Talteüll reviennent dans le domaine royal. Au cours du XVe siècle plusieurs seigneurs en ont la juridiction : Roger Sanespleda, seigneur des Fonts, puis Gaucelm de Bellcastell. Peu avant de la fin du XVe siècle, Talteüll passe à Francesc d'Oms, seigneur de Tatzó d'Avall, époux de Gallarda Bellcastell.

### Temps modernes
Les seigneurs d'Oms restent en possession de leurs terres jusqu'à ce qu'en 1653, après le traité des Pyrénées, Louis XIV confisque à Emmanuel d'Oms ses biens de Catalogne Nord, à cause de l'allégeance qu'il fit à Philippe IV Espagne. Cette confiscation fut accompagnée de la destruction du château à l'explosif, afin de couper court à toute utilisation possible des lieux comme place forte dans la région. Talteüll passe alors aux mains d'Alexandre de Vivièr, seigneur de Montfòrt et de Rasiguères, jusqu'à ce qu'en 1696 Antoine Hurtado de Beaufort ne l'acquière.
En 1754, son petit-fils, Joseph Antoine de Beaufort, céda Talteüll à Maurici Lacreu, docteur en droit d'Illa, contre remise de ses dettes envers ce dernier. La ville fut ensuite transférée à Francesc Ignasi de Bon, marquis d'Aguilar, décédé en 1792, juste avant l'abolition de la féodalité sous la Révolution française.

## Politique et administration

### Jumelages
La ville de Tautavel est jumelée avec les villes de :
- Mauer (Allemagne) depuis 1981
- Orce (Espagne) depuis 2005

## Population et société

### Démographie ancienne
La population est exprimée en nombre de feux (f) ou d'habitants (H).
| 1355 | 1359 | 1365 | 1378 | 1470 | 1515 | 1553 | 1643 | 1709 |
| ---- | ---- | ---- | ---- | ---- | ---- | ---- | ---- | ---- |
| 36 f | 44 f | 36 f | 38 f | 9 f  | 12 f | 14 f | 11 f | 57 f |

| 1720 | 1730 | 1755 | 1767  | 1774 | 1789 | 1790  | - | - |
| ---- | ---- | ---- | ----- | ---- | ---- | ----- | - | - |
| 57 f | 49 f | 77 f | 275 H | 49 f | 80 f | 410 H | - | - |

### Démographie contemporaine
L'évolution du nombre d'habitants est connue à travers les recensements de la population effectués dans la commune depuis 1793. Pour les communes de moins de 10 000 habitants, une enquête de recensement portant sur toute la population est réalisée tous les cinq ans, les populations de référence des années intermédiaires étant quant à elles estimées par interpolation ou extrapolation. Pour la commune, le premier recensement exhaustif entrant dans le cadre du nouveau dispositif a été réalisé en 2007.

En 2022, la commune comptait 911 habitants, en évolution de +4,47 % par rapport à 2016 (Pyrénées-Orientales : +3,92 %, France hors Mayotte : +2,11 %).
| 1793 | 1800 | 1806 | 1821 | 1831 | 1836 | 1841 | 1846 | 1851 |
| ---- | ---- | ---- | ---- | ---- | ---- | ---- | ---- | ---- |
| 448  | 476  | 477  | 592  | 704  | 688  | 710  | 677  | 724  |

| 1856 | 1861 | 1866 | 1872 | 1876 | 1881  | 1886 | 1891  | 1896  |
| ---- | ---- | ---- | ---- | ---- | ----- | ---- | ----- | ----- |
| 742  | 826  | 862  | 882  | 880  | 1 028 | 985  | 1 057 | 1 136 |

| 1901  | 1906  | 1911  | 1921  | 1926  | 1931  | 1936  | 1946  | 1954 |
| ----- | ----- | ----- | ----- | ----- | ----- | ----- | ----- | ---- |
| 1 201 | 1 225 | 1 118 | 1 151 | 1 129 | 1 140 | 1 142 | 1 041 | 925  |

| 1962 | 1968 | 1975 | 1982 | 1990 | 1999 | 2006 | 2007 | 2012 |
| ---- | ---- | ---- | ---- | ---- | ---- | ---- | ---- | ---- |
| 978  | 947  | 776  | 654  | 738  | 851  | 897  | 903  | 869  |

| 2017 | 2022 | - | - | - | - | - | - | - |
| ---- | ---- | - | - | - | - | - | - | - |
| 866  | 911  | - | - | - | - | - | - | - |

| selon la population municipale des années : | 1968 | 1975 | 1982 | 1990 | 1999 | 2006 | 2009 | 2013 |
| Rang de la commune dans le département      | 57   | 67   | 79   | 82   | 77   | 85   | 84   | 90   |
| Nombre de communes du département           | 232  | 217  | 220  | 225  | 226  | 226  | 226  | 226  |

### Enseignement
Tautavel a une école maternelle et élémentaire intégrée dans le même complexe scolaire, mais avec des entrées différentes. Au lycée, les étudiants et les étudiants de Tautavel doivent se rendre dans les écoles d'Espira-de-l'Agly (l'Espirà de l'Aglí), privé; Estagel (Estagell), Perpignan (Perpinyà), Rivesaltes (Ribesaltes), Saint-Estève (Sant Esteve del Monestir) ou Le Soler (El Soler), publiques; tandis que le baccalauréat doit être pris dans les lycées de Perpignan ou Rivesaltes (technicien agricole).
L'université de Perpignan a une de ses antennes sur le territoire à Tautavel depuis 2014, une installation remarquable liée au monde de la recherche préhistorique. Dans le campus de Tautavel, il y a le musée de Tautavel - Centre européen de préhistoire, cela inclut l'intégrité des activités de formation, de recherche et d'évaluation de la zone. En plus du magnifique musée, il y a également un centre de conférence, dans lequel les thèmes liés à la préhistoire européenne sont exposés. La Caune de l'Arago qui fait partie de cet ensemble, réalise en permanence des études archéologiques, ce qui nécessite de mentionner la grotte elle-même comme l'un des centres culturels de la commune.

### Équipements culturels
- Bibliothèque André Alquier
- Palais des Congrès de Tautavel
- École de Musique (MJC) de Tautavel
- Foyer rural laïque de jeunes et d’éducation populaire de Tautavel

### Manifestations culturelles et festivités
À Tautavel, ils ont deux géants festifs, qui représentent les personnages du comté Tallaferro et de sa femme, Toda de Provença, qui étaient des seigneurs de Talteüll au début du XIe siècle. Bernat Tallaferro était le comte de Besalú et Ripoll, qui comprenait Capcir et Donasà, où Talteüll était inclus à ce moment-là. Fils d'Oliba Cabreta et père, avec Toda de Provença, de huit enfants, était l'un des hommes les plus influents dans leurs temples. Jacint Verdaguer l'a transformé en l'un des personnages mythiques du poème Canigó.
- Fête patronale : 25 août[50] ;
- Festival d'Astronomie 450 000 Années-Lumière : en juillet/août depuis 2008 ;
- Foire : Quasimodo[50].

### Santé
Tautavel possède une pharmacie et un cabinet d'infirmiers.[réf. nécessaire]

## Économie

### Revenus
En 2018, la commune compte 409 ménages fiscaux, regroupant 808 personnes. La médiane du revenu disponible par unité de consommation est de 17 720 € (19 350 € dans le département).

### Emploi
|                | 2008   | 2013   | 2018   |
| -------------- | ------ | ------ | ------ |
| Commune        | 11,4 % | 13,6 % | 17,7 % |
| Département    | 10,3 % | 12,9 % | 13,3 % |
| France entière | 8,3 %  | 10 %   | 10 %   |

En 2018, la population âgée de 15 à 64 ans s'élève à 516 personnes, parmi lesquelles on compte 76,6 % d'actifs (58,8 % ayant un emploi et 17,7 % de chômeurs) et 23,4 % d'inactifs,. Depuis 2008, le taux de chômage communal (au sens du recensement) des 15-64 ans est supérieur à celui de la France et du département.
La commune est hors attraction des villes,. Elle compte 264 emplois en 2018, contre 255 en 2013 et 249 en 2008. Le nombre d'actifs ayant un emploi résidant dans la commune est de 308, soit un indicateur de concentration d'emploi de 85,8 % et un taux d'activité parmi les 15 ans ou plus de 54,1 %.
Sur ces 308 actifs de 15 ans ou plus ayant un emploi, 181 travaillent dans la commune, soit 59 % des habitants. Pour se rendre au travail, 68,1 % des habitants utilisent un véhicule personnel ou de fonction à quatre roues, 1,9 % les transports en commun, 22,5 % s'y rendent en deux-roues, à vélo ou à pied et 7,4 % n'ont pas besoin de transport (travail au domicile).

### Activités hors agriculture

#### Secteurs d'activités
95 établissements sont implantés à Tautavel au 31 décembre 2019. Le tableau ci-dessous en détaille le nombre par secteur d'activité et compare les ratios avec ceux du département,.
| Secteur d'activité                                                                                        | Commune | Commune | Département |
| Secteur d'activité                                                                                        | Nombre  | %       | %           |
| --- | ------- | ------- | ----------- |
| Ensemble                                                                                                  | 95      | 100 %   | (100 %)     |
| Industrie manufacturière, industries extractives et autres                                                | 16      | 16,8 %  | (8,7 %)     |
| Construction                                                                                              | 10      | 10,5 %  | (14,3 %)    |
| Commerce de gros et de détail, transports, hébergement et restauration                                    | 36      | 37,9 %  | (30,5 %)    |
| Information et communication                                                                              | 1       | 1,1 %   | (1,9 %)     |
| Activités financières et d'assurance                                                                      | 3       | 3,2 %   | (3 %)       |
| Activités immobilières                                                                                    | 8       | 8,4 %   | (6,2 %)     |
| Activités spécialisées, scientifiques et techniques et activités de services administratifs et de soutien | 12      | 12,6 %  | (13 %)      |
| Administration publique, enseignement, santé humaine et action sociale                                    | 5       | 5,3 %   | (13,9 %)    |
| Autres activités de services                                                                              | 4       | 4,2 %   | (8,5 %)     |

Le secteur du commerce de gros et de détail, des transports, de l'hébergement et de la restauration est prépondérant sur la commune puisqu'il représente 37,9 % du nombre total d'établissements de la commune (36 sur les 95 entreprises implantées à Tautavel), contre 30,5 % au niveau départemental.

#### Entreprises et commerces
Les cinq entreprises ayant leur siège social sur le territoire communal qui génèrent le plus de chiffre d'affaires en 2020 sont :
- SAS Chateau Seguala, culture de la vigne (773 k€)
- El Silex, restauration traditionnelle (188 k€)
- Vinoceros, commerce de gros (commerce interentreprises) de boissons (166 k€)
- Entreprise Duran, travaux de maçonnerie générale et gros œuvre de bâtiment (123 k€)
- Philippe Fressaix, restauration traditionnelle (29 k€)

### Agriculture
La commune est dans les « Corbières du Roussillon », une petite région agricole occupant le nord du département des Pyrénées-Orientales. En 2020, l'orientation technico-économique de l'agriculture sur la commune est la viticulture.
|               | 1988 | 2000 | 2010 | 2020 |
| ------------- | ---- | ---- | ---- | ---- |
| Exploitations | 135  | 83   | 48   | 67   |
| SAU (ha)      | 917  | 747  | 672  | 856  |

Le nombre d'exploitations agricoles en activité et ayant leur siège dans la commune est passé de 135 lors du recensement agricole de 1988 à 83 en 2000 puis à 48 en 2010 et enfin à 67 en 2020, soit une baisse de 50 % en 32 ans. Le même mouvement est observé à l'échelle du département qui a perdu pendant cette période 73 % de ses exploitations,. La surface agricole utilisée sur la commune a également diminué, passant de 917 ha en 1988 à 856 ha en 2020. Parallèlement la surface agricole utilisée moyenne par exploitation a augmenté, passant de 7 à 13 ha.

### Entreprises et commerces

#### Industries
Sur les plateaux calcaires de la pointe ouest de la Serra de Talteüll, dans la partie sud-ouest de la municipalité, il y a des carrières qui obtiennent de la pierre pour l'élaboration de la poudre de marbre, ce qui a laissé des signaux profonds dans la géographie de Tautavel, ainsi que l'augmentation de la pollution du Roussillon avec ses particules de marbre en suspension. Les entreprises qui les exploitent sont toutes originaires de l'extérieur de la Catalogne Nord.

#### Tourisme
- Office du tourisme de Tautavel

La ville dispose de plusieurs services d'hébergement et restauration.

#### Agriculture

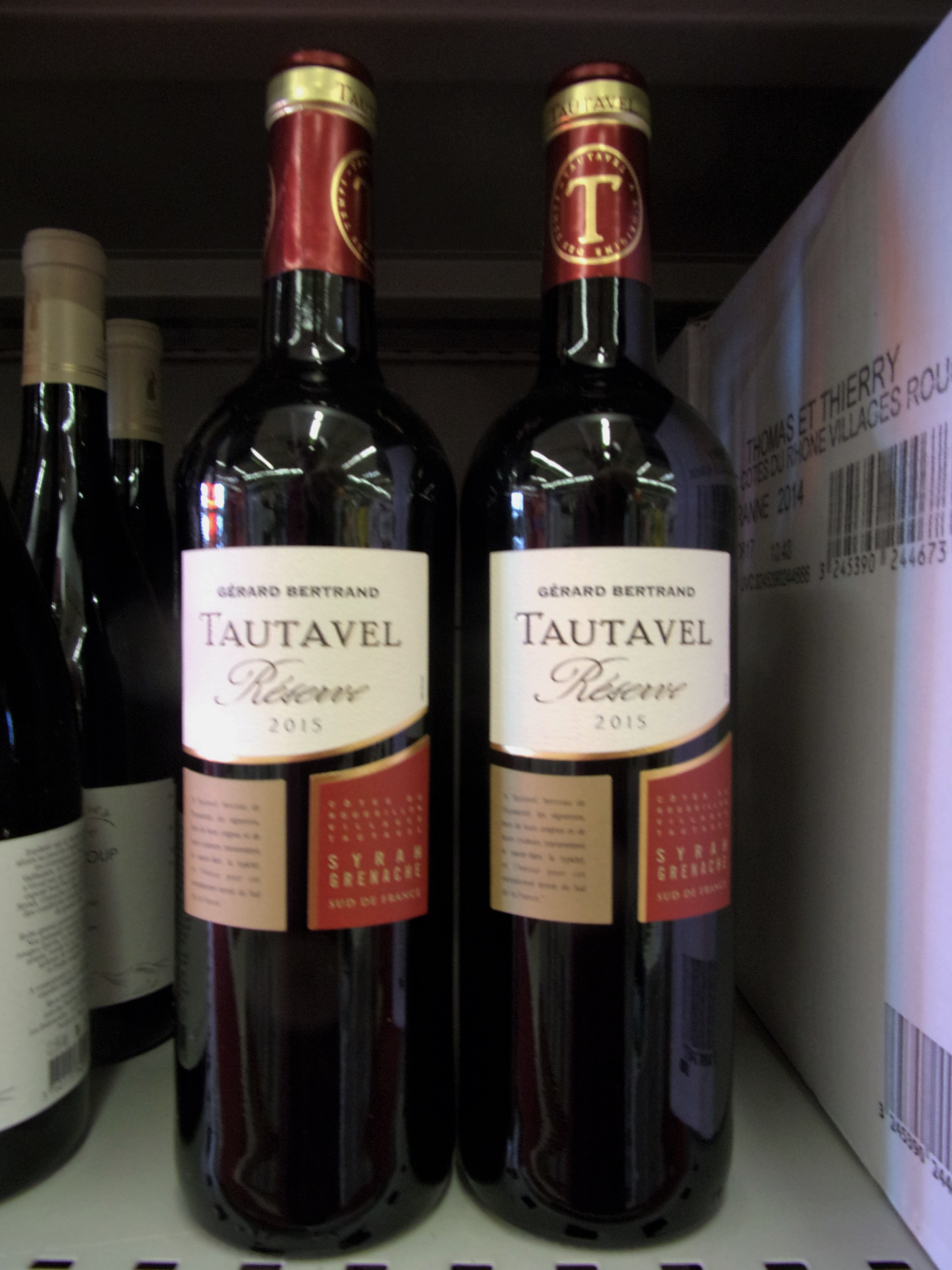
Bouteille de Tautavel AOC

La commune fait partie de la zone d'appellation pour les vins Côtes-du-Roussillon et Côtes du Roussillon Villages.
Le terme[Quoi ?] de Tautavel est très pierreux, en grande partie brisé[pas clair], donc l'agriculture a une présence relativement faible, en particulier par rapport aux autres termes du Roussillon : il n'y a pas 1000 hectares cultivés, desquelles la plupart est le vignoble. La présence d'abricotiers et d'oliviers est pratiquement testimonial.

## Culture locale et patrimoine

### Monuments et lieux touristiques
Le musée de Tautavel - Centre européen de Préhistoire
La Caune de l'Arago

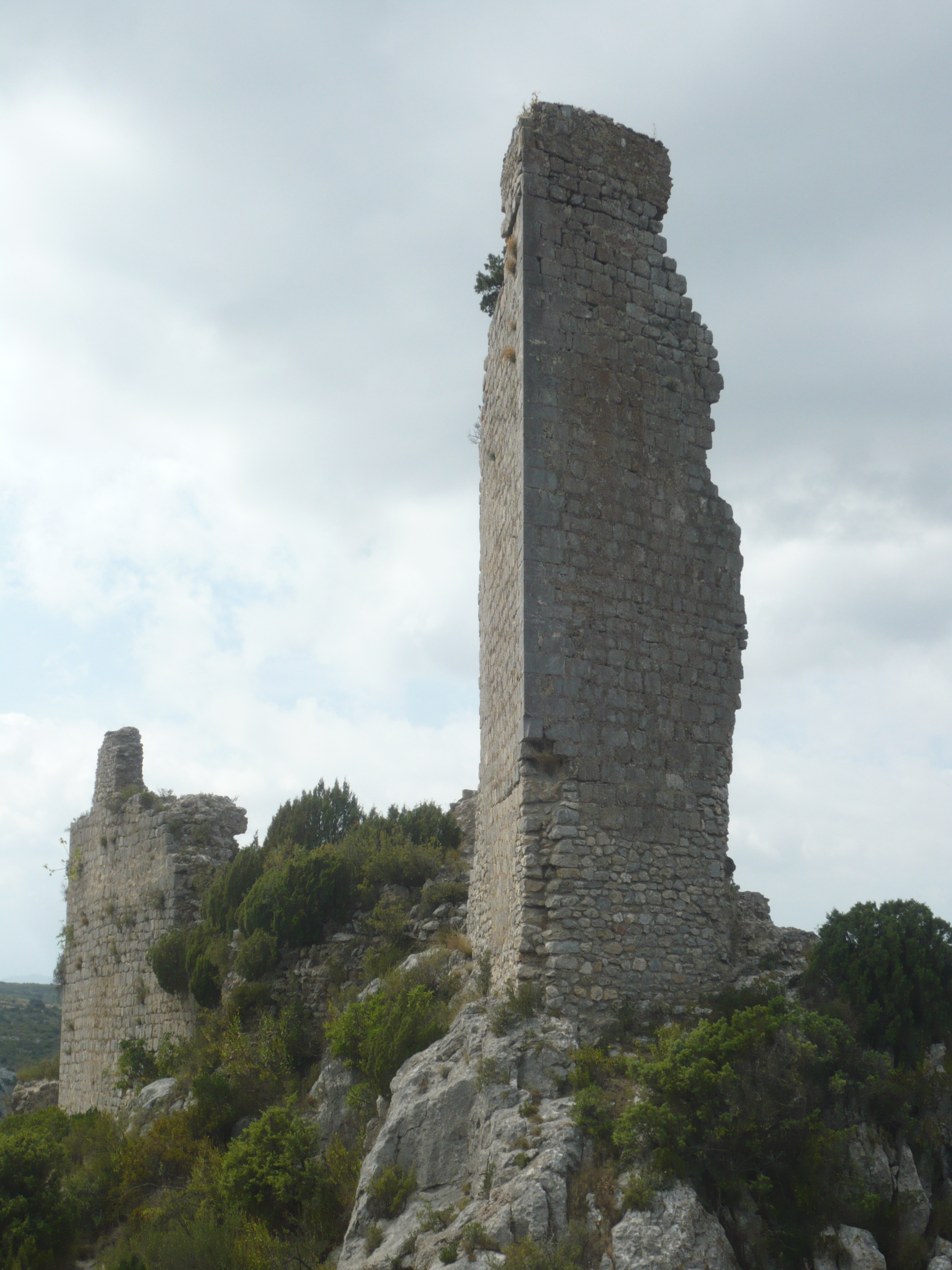
Ruines du château

Au nord du district, sur le versant sud du Planal de la Cauna d'Aragó, près de la gauche du Verdouble se situe la Caune de l'Arago, où ont été trouvés les vestiges humains les plus anciens de France, l’homme de Tautavel.
En juillet 2018, lors d’une fouille organisée comme chaque été sur ce site, une dent de lait d’un enfant âgé de 5 à 6 ans, et vieille de 560 000 ans a été découverte. C’est la plus vieille dent d’enfant découverte en France, ce qui fait de son propriétaire l’un des plus anciens habitants d’Europe. Cette dent, baptisée Arago 149, a la particularité de posséder sa racine, ce qui laisse espérer aux archéologues que le propriétaire de la dent est mort non loin d’ici. La dent sera étudiée avant de rejoindre le musée de Tautavel.
Château de Tautavel
Situé dans un faucon rocheux dans le sud-est et au-dessus de la ville actuelle, le château de Talteüll est en ruines, mais il conserve des restes assez importants. Parmi les vestiges, la population primitive de Talteüll. Il y avait aussi l'église de Santa Maria del Castell de Talteüll, dans certaines monographies mentionnées comme de la Santa Creu.[réf. nécessaire]
La tour del Far
La tour del Far est située au sud-est du village, sur la Serra de Talteüll, à une altitude de 485 m, à la fin du terme avec Cases-de-Pène. La Torre del Far est une tour de guet médiévale et une construction romane. Elle a été construite avant 1341. Elle a été inscrite au titre des monuments historiques en 1986. Elle est accessible par un sentier de randonnée.
L'Alentó
Au sud du territoire communal, à droite du Verdouble peu avant sa confluence avec l'Agly, il y avait le site d'Alentó, avec l'église de Sant Genís, paroissiale au Moyen Âge, et le Castell de l'Alentó (château).[réf. nécessaire]
Le "mur" de Moretti
Fresque faite originellement pour les Halles de Paris, œuvre de Raymond Moretti. De thématique préhistorique, elle représente le crâne de l’homme de Tautavel et elle est placée dans le village depuis les années 2002. Elle mesure 4 mètres de hauteur et près de 40 mètres de longueur.[réf. nécessaire]
Fresque sur l'Universalité de l'Homme
C'est la création d'une mosaïque de grès et de terres cuites de 3m sur 10m, sur le thème de l'universalité, placée sur le fronton du Palais des Congrès de Tautavel. Cette fresque, au travers d'une succession d'images et de portraits, évoque l'évolution des arts et des sciences parallèlement à la déclaration des droits de l'homme.[réf. nécessaire]

### Édifices religieux
- Église Saint-Génis de Tautavel. L'église Saint-Génis de Tautavel est l'église paroissiale, située au milieu du vieux village de Talteüll. Elle est mentionnée en 1211, quand il dépendait du diocèse de Narbonne. Elle été reconstruite au XIXe siècle et il ne reste plus rien de l'édifice roman.[réf. nécessaire]
- Chapelle des Saintes Puelles. La chapelle et l'ancien village des Santes Puelles est à gauche du Còrrec de les Santes (cours fluviale), à l'ouest de la ville de Talteüll, avec l'église des Santes Puelles, reconstruite en 1876 sur une plus ancienne, mentionnée en 1292.[réf. nécessaire]
- Chapelle du Rocher de Saint-Martin. C'est une autre chapelle disparue du terme de Talteüll. C'était au sommet de Roca de Sant Martí, dans la partie centre-sud de la commune, à proximité et au sud-ouest de la ville. Peut-être que l'endroit situé au nord et au pied de la Roca de Sant Martí, appelé le Priorat, a quelque rapport avec cette église qui a disparu. Sur le rocher qui donne son nom à l'endroit sont conservés quelques vestiges d'une fortification médiévale.[réf. nécessaire]
- Église Sainte-Marie du château de Tautavel.
- Église Saint-Génis de l'Alento.
- Église Saint-Martin de la Roca.

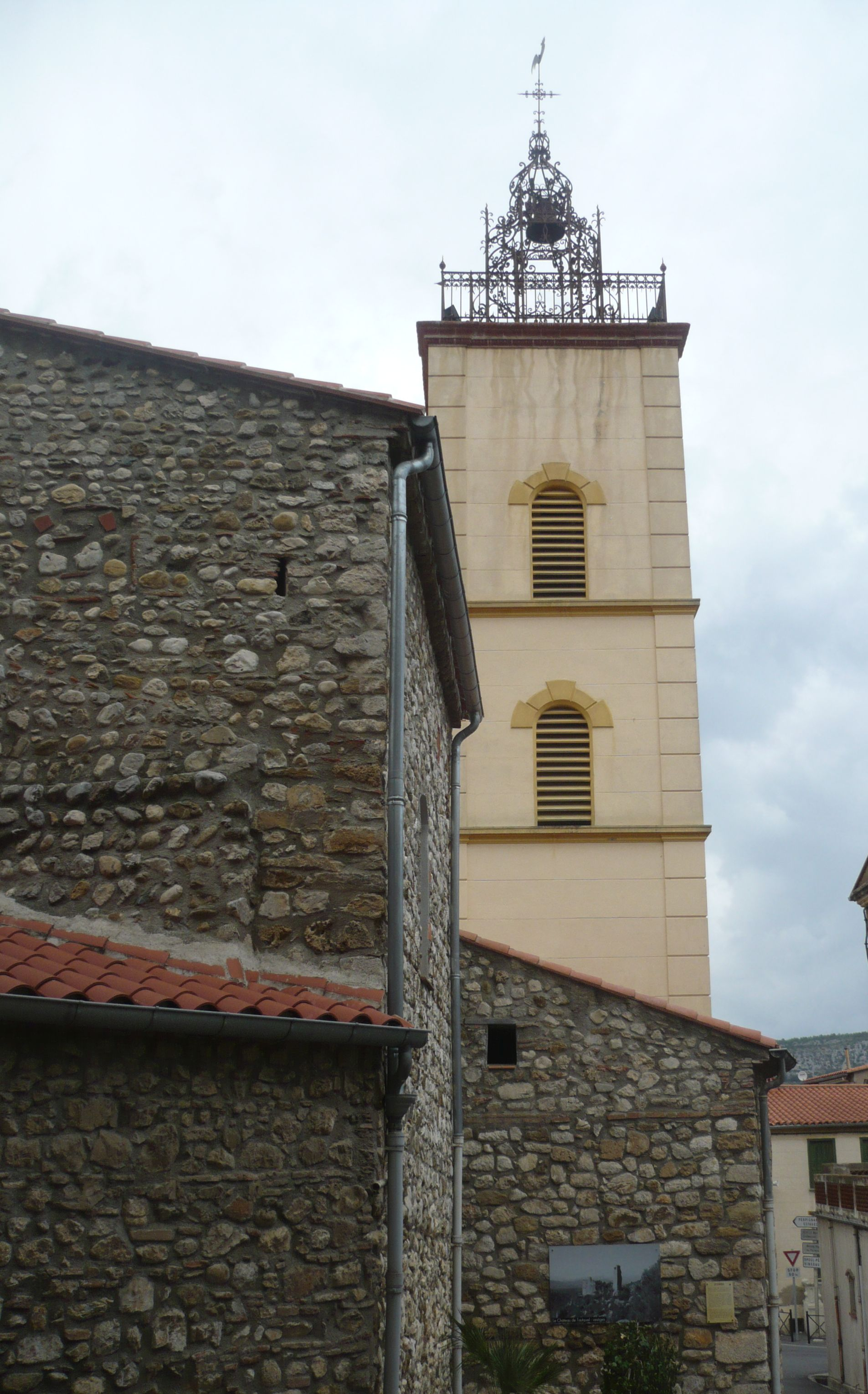
Église Saint-Génis de Tautavel
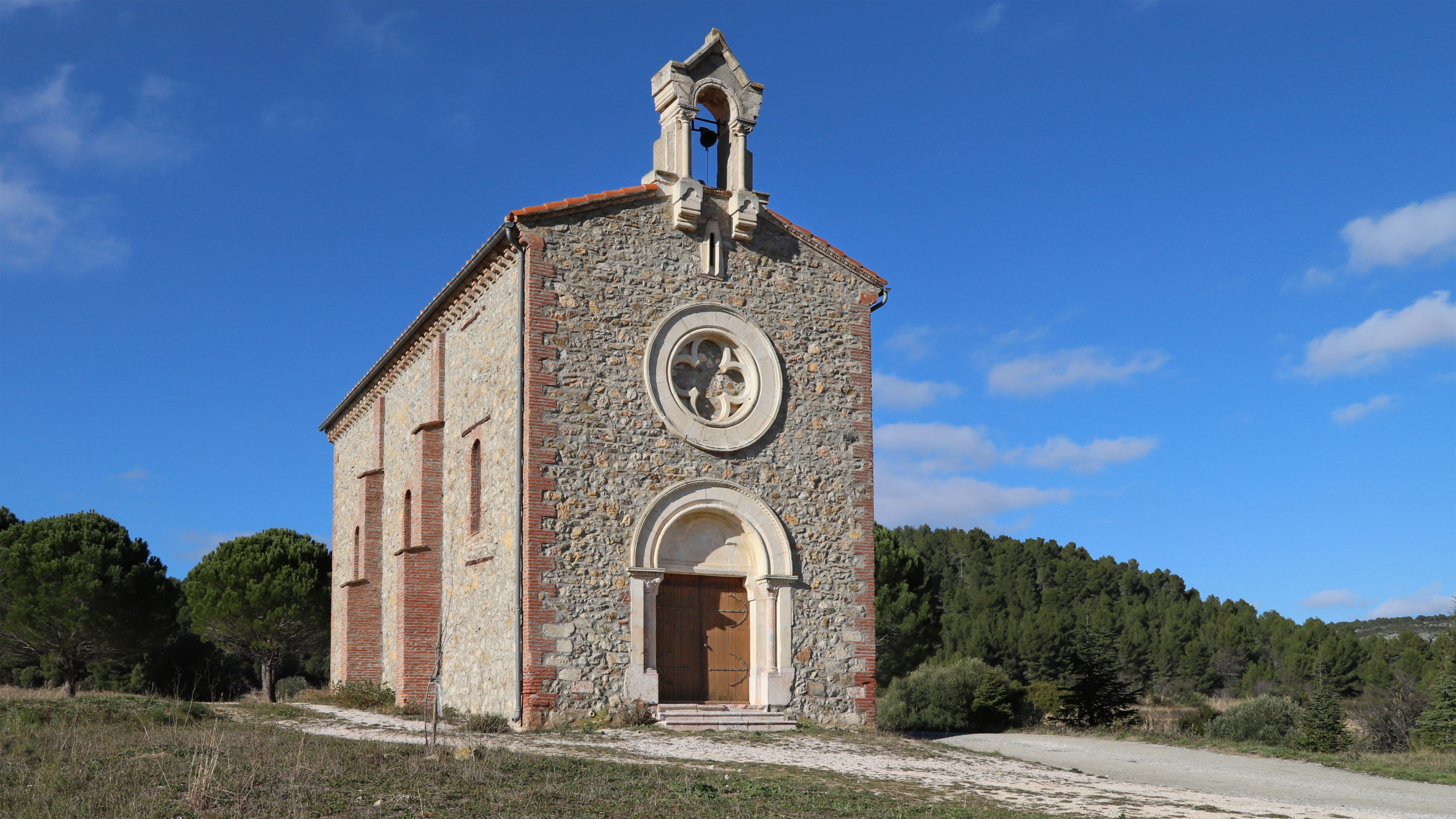
Chapelle.

### Patrimoine environnemental
Les gorges de ou plutôt des Gouleyrous (de l'occitan golairons tourbillons d'eau, qui avalent et sucent, de 'gola': gueule) sont des gorges situées au nord de Tautavel ; on y accède en prenant la route de Vingrau et en tournant vers le Nord (elles sont indiquées). Elles ont la particularité d'être surplombées par la Caune de l'Arago, la fameuse grotte où l'on a retrouvé les restes de squelette du plus vieux "Français" (-450 000 ans). La baignade et les grillades y sont interdites depuis le 21 juin 2006, à la suite d'un arrêté permanent.

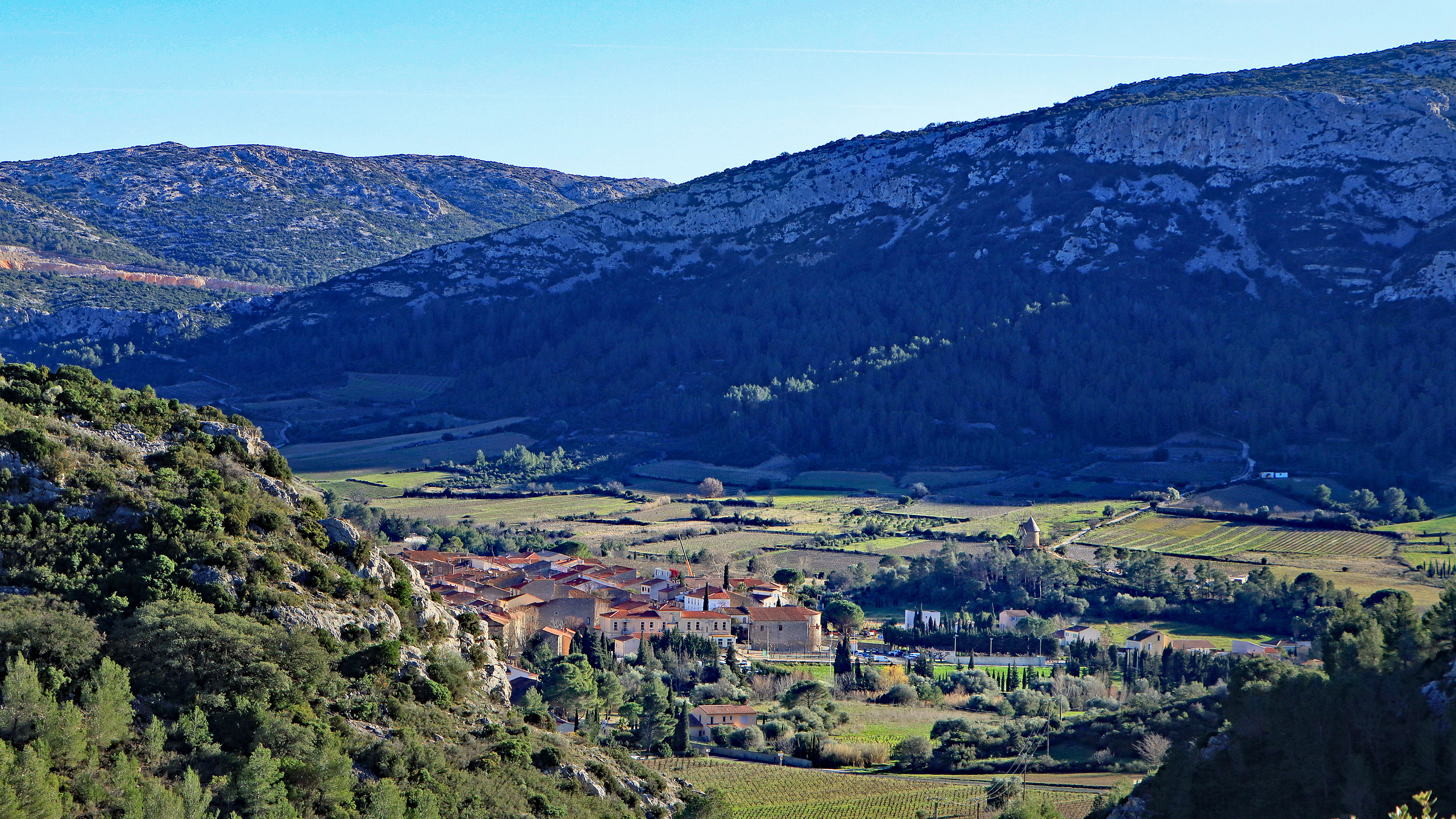
Le village en 2025.
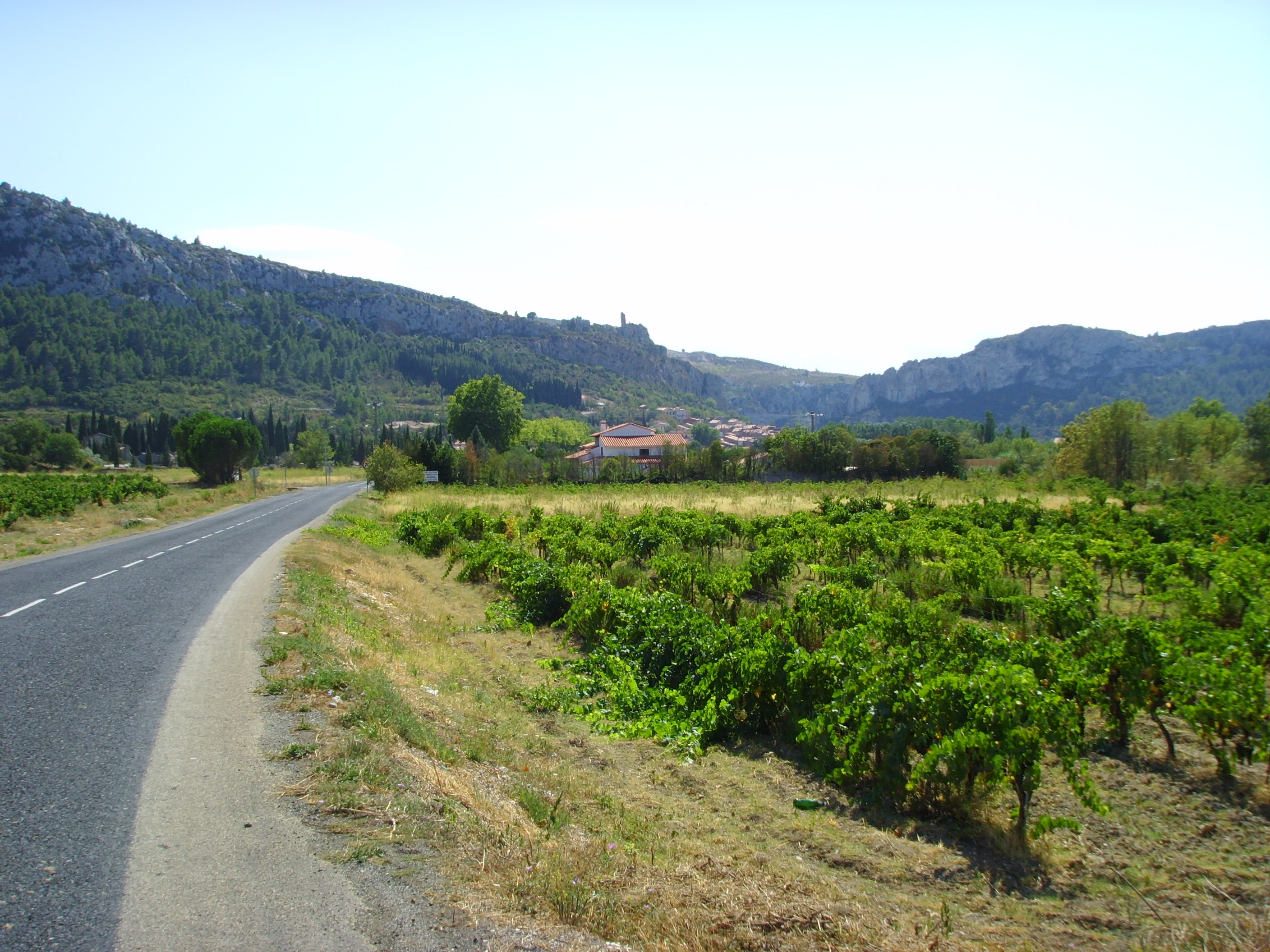
Vue vers Tautavel depuis Vingrau.
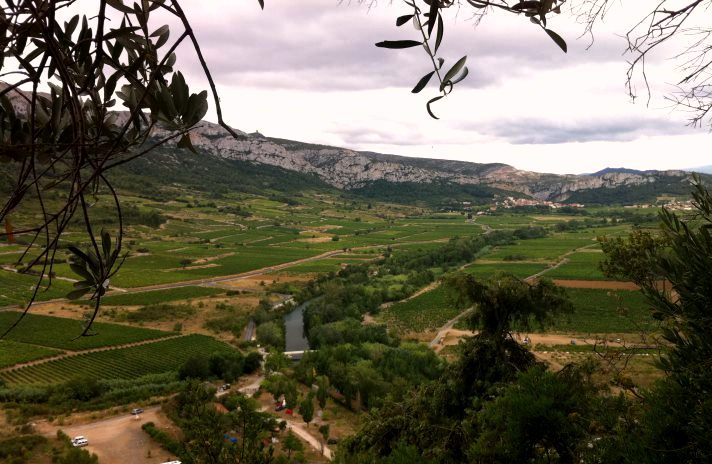
Vue de Tautavel depuis la Caune de l'Arago.
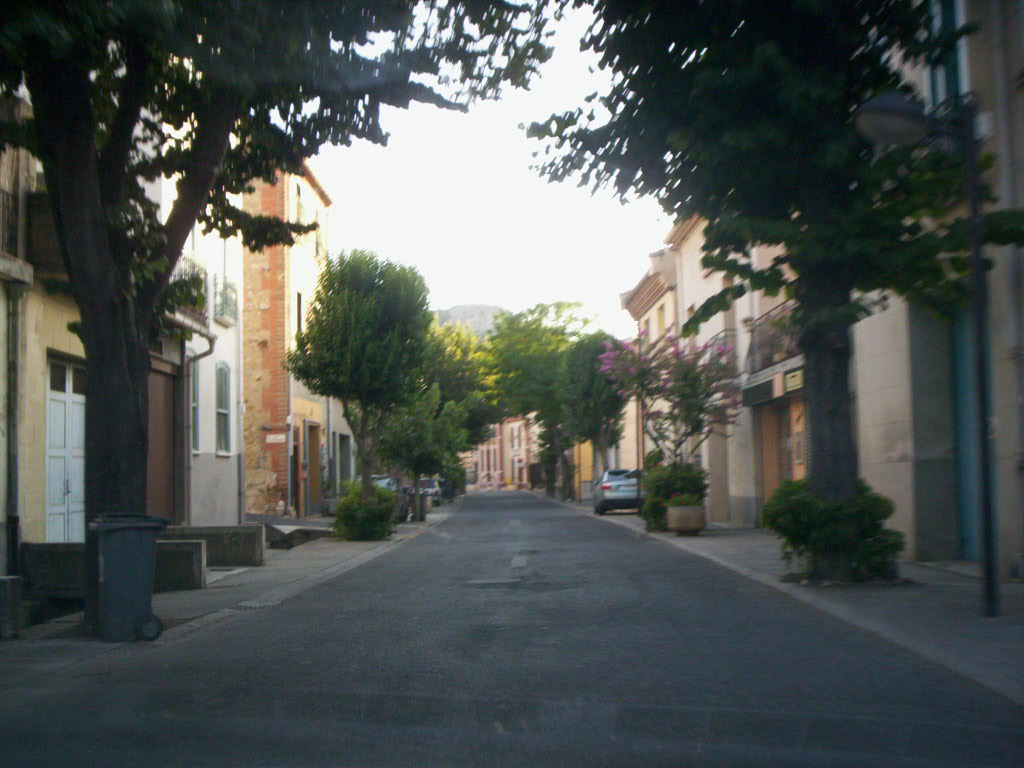
Rue principale.

### Personnalités liées à la commune
- Louis Torcatis (1904-1944) : résistant né à Tautavel ;
- Henry de Lumley (1934-) : préhistorien, inventeur du site de l'homme de Tautavel.

### Héraldique
| Blason de Tautavel | Blason  | De gueules au pélican avec sa piété d’argent sur son aire d’or, soutenu d’une croisette ancrée du même, au chef d’azur chargé de trois coquilles Saint-Jacques aussi d’or. |
| Blason de Tautavel | Détails | Le statut officiel du blason reste à déterminer. |